# Weserbarock

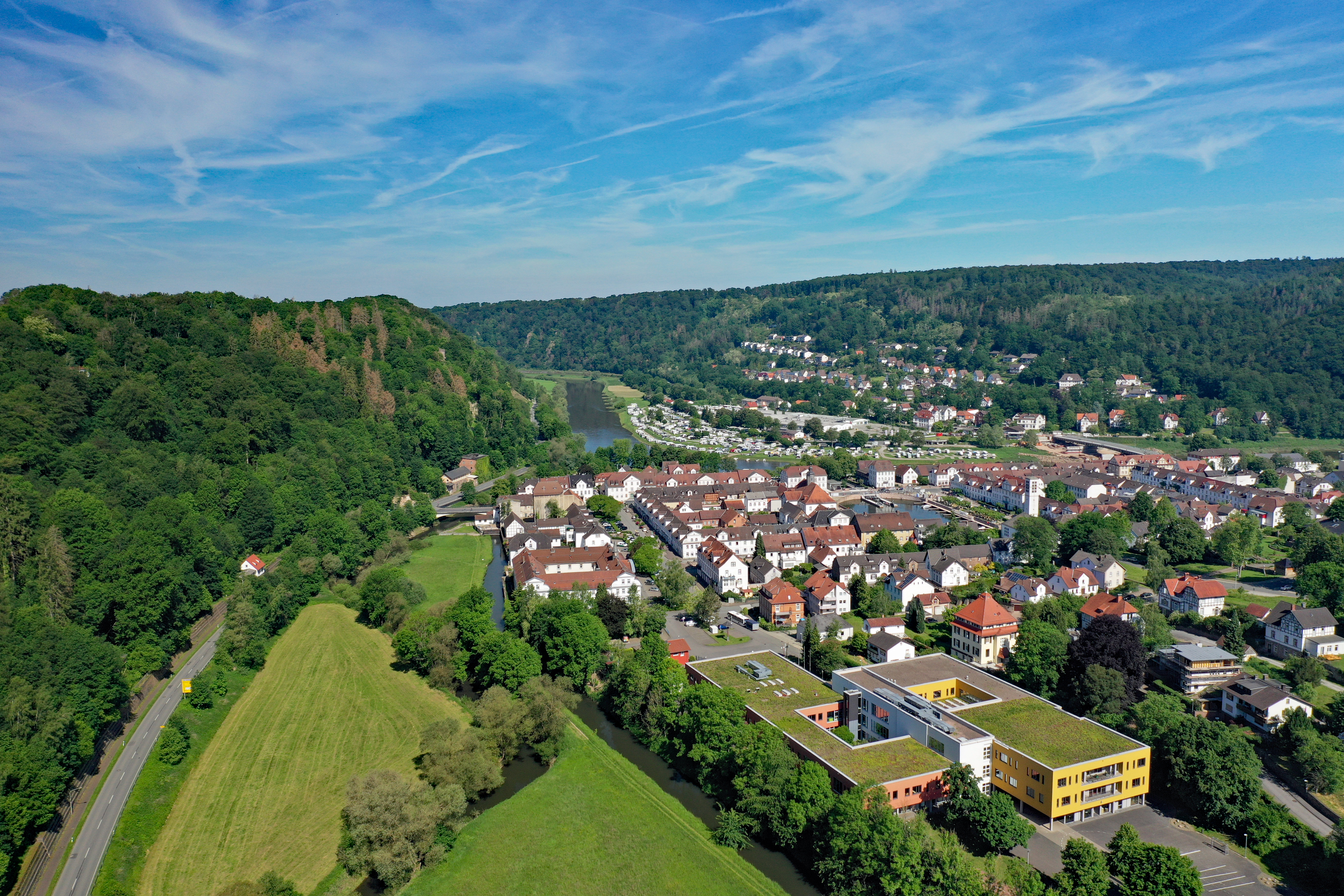
Wesertal mit Bad Karlshafen

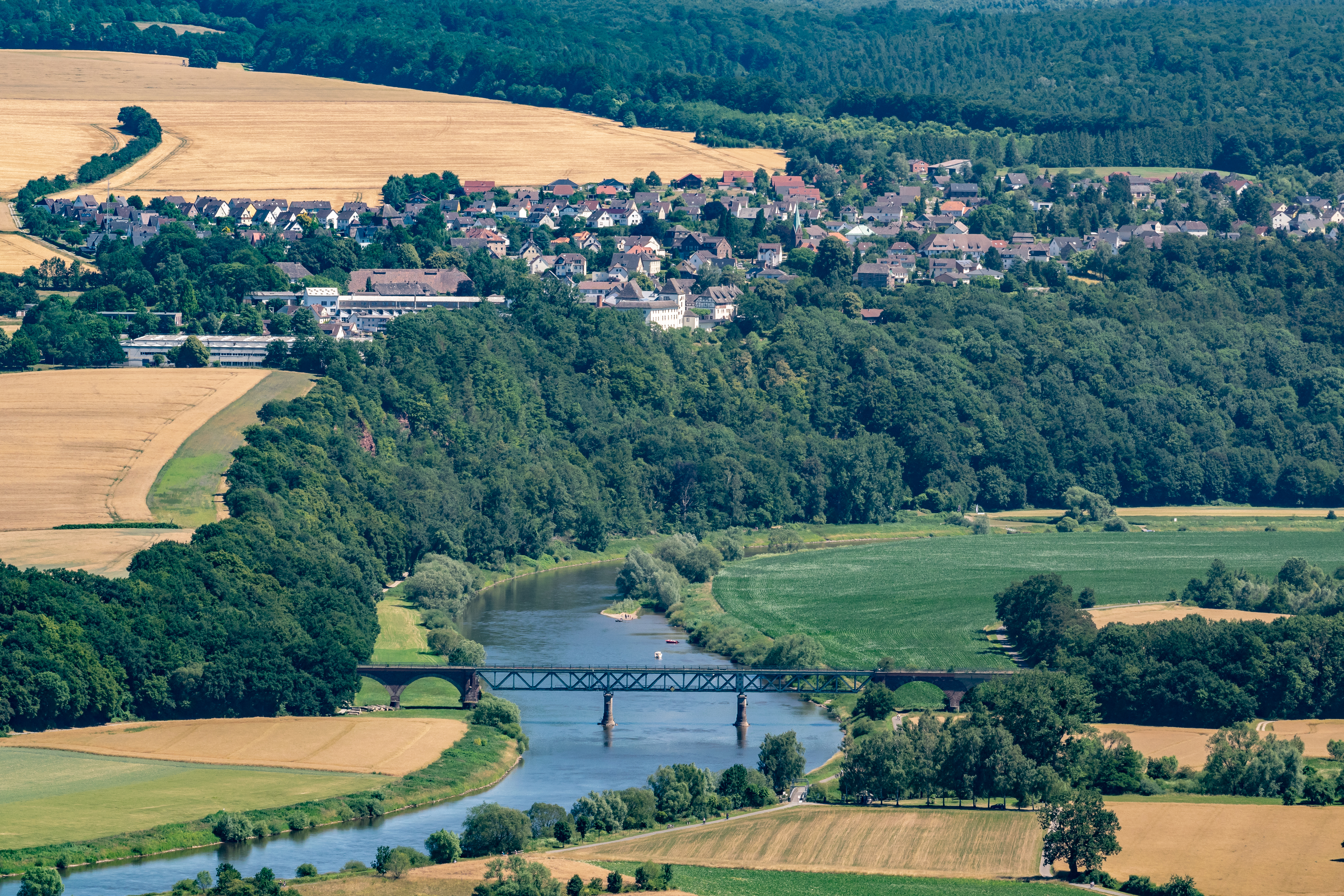
Wesertal mit Schloss Fürstenberg

Der Weserbarock bezeichnet einen von 1670 bis 1760 im Weserraum herrschenden Baustil, der die Weserrenaissance fortsetzte, im Unterschied zu deren reicher Formenausstattung aber von betont einfachen, auf weitere Detaillierung verzichtenden Baukörperformationen bestimmt wird. In dieser Hinsicht ist der Weserbarock entscheidend vom Klassizistischen Barock der Niederlande geprägt.

## Begriffsgeschichte

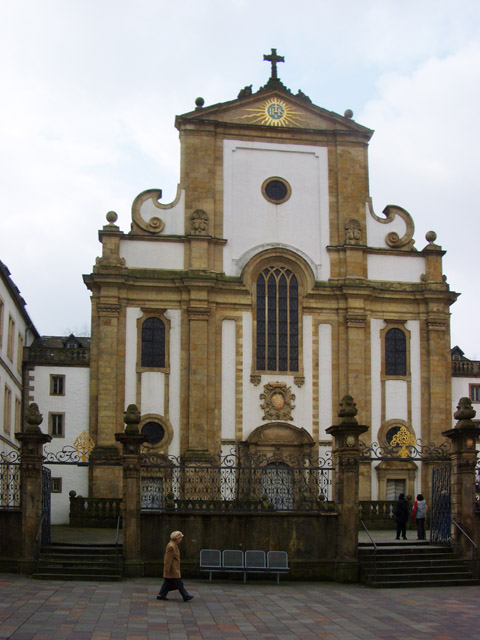
Paderborn, Jesuitenkirche

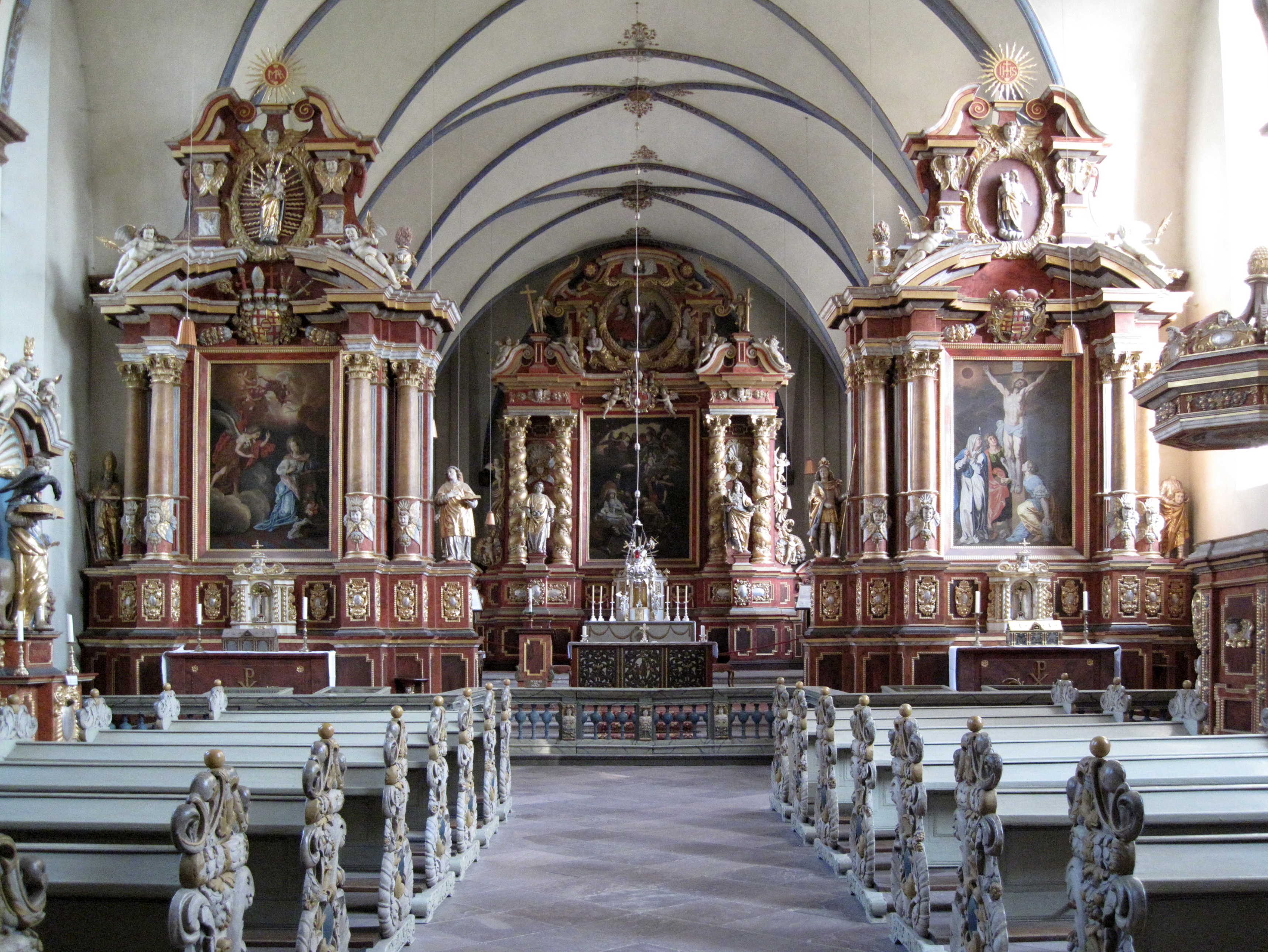
Corvey, Abteikirche

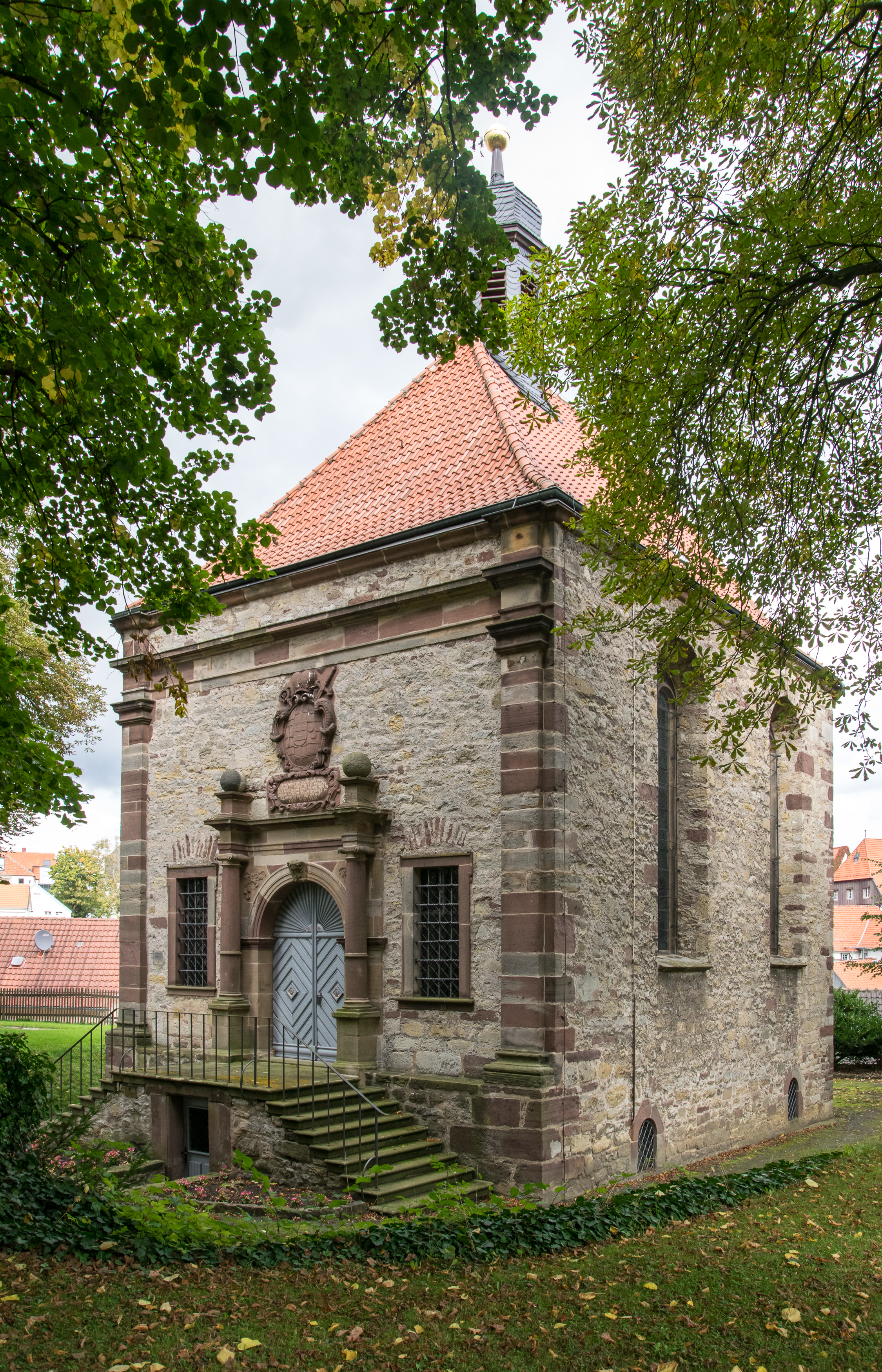
Warburg, Erasmuskapelle

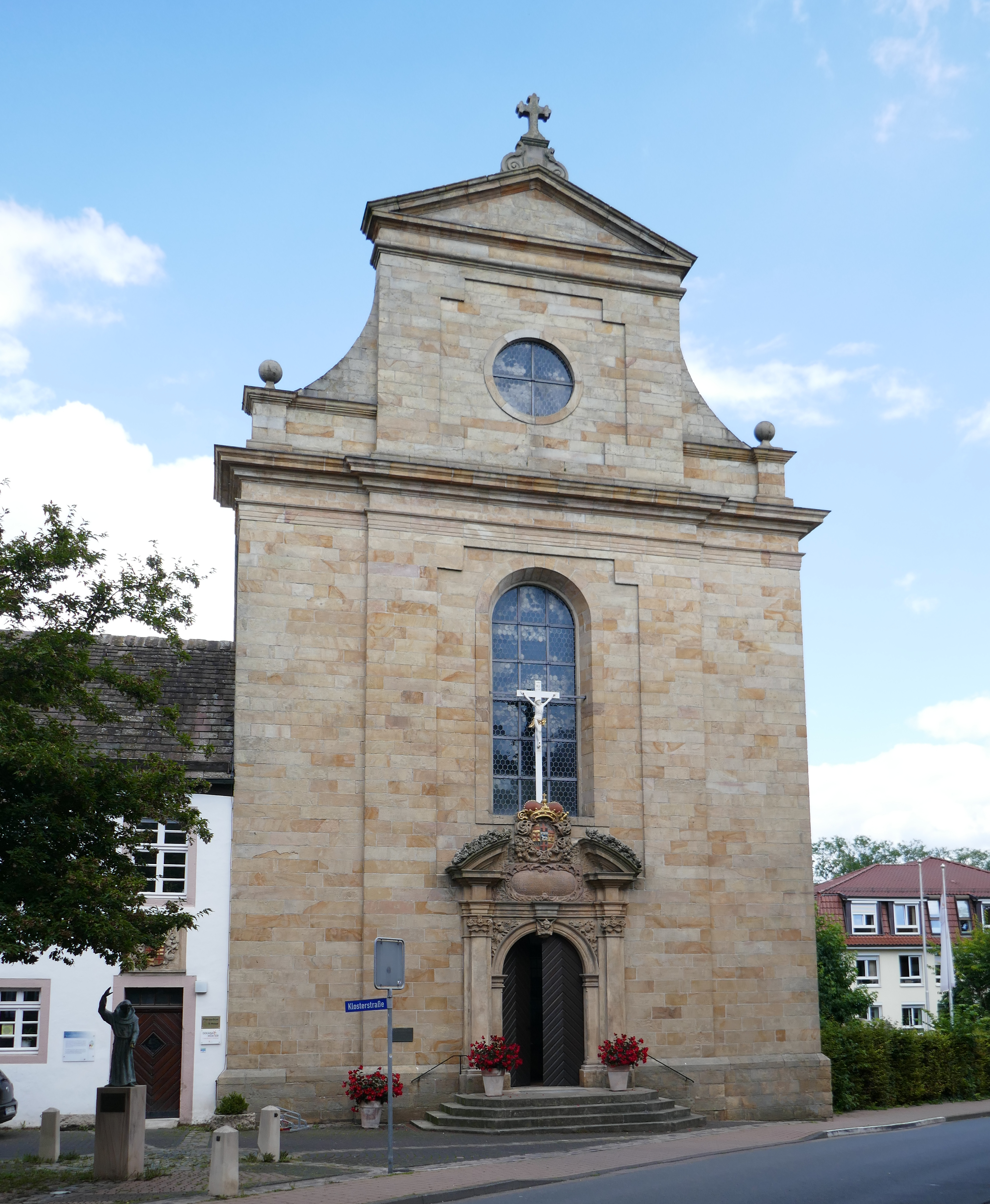
Brakel, Kapuzinerkirche

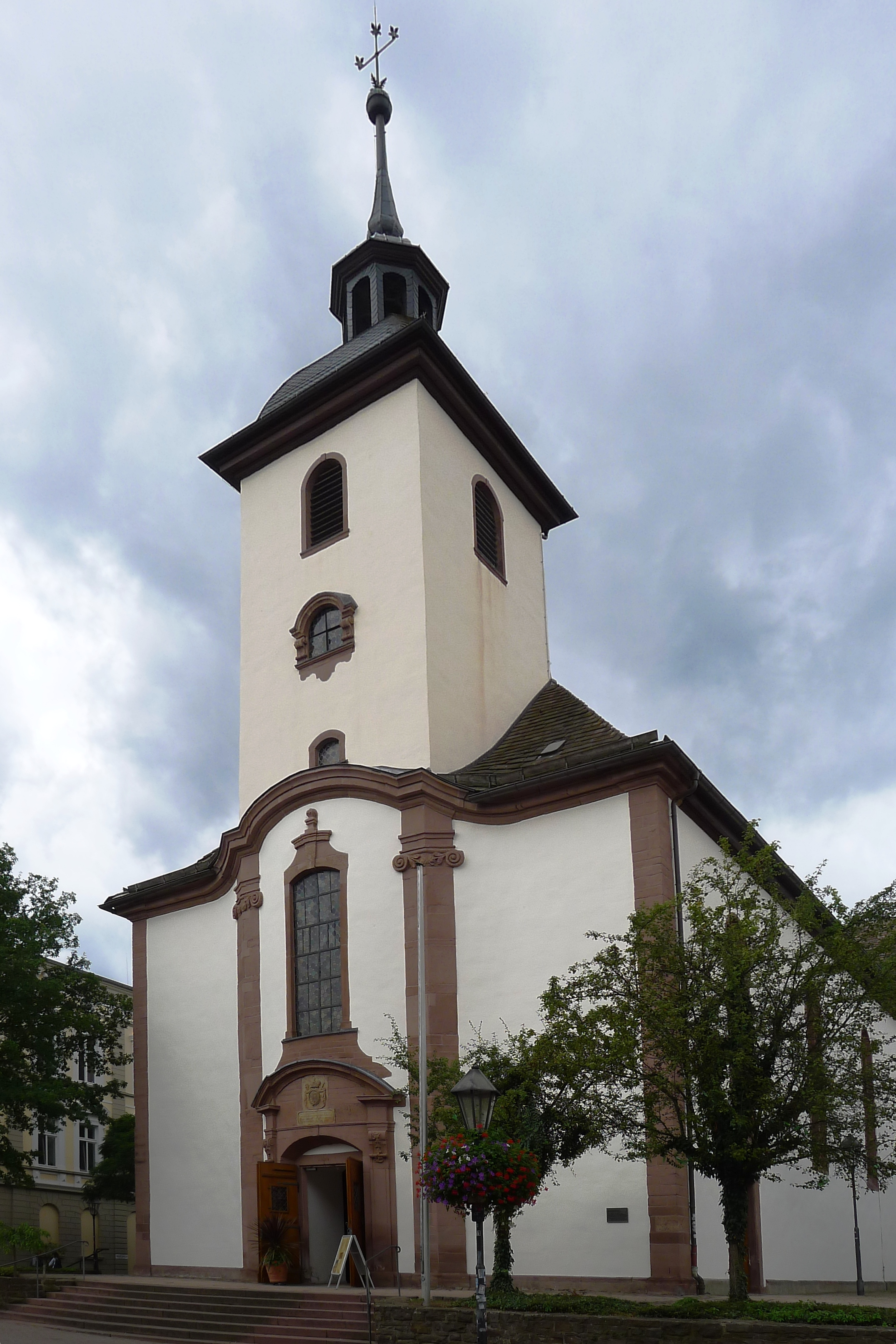
Höxter, Nikolaikirche

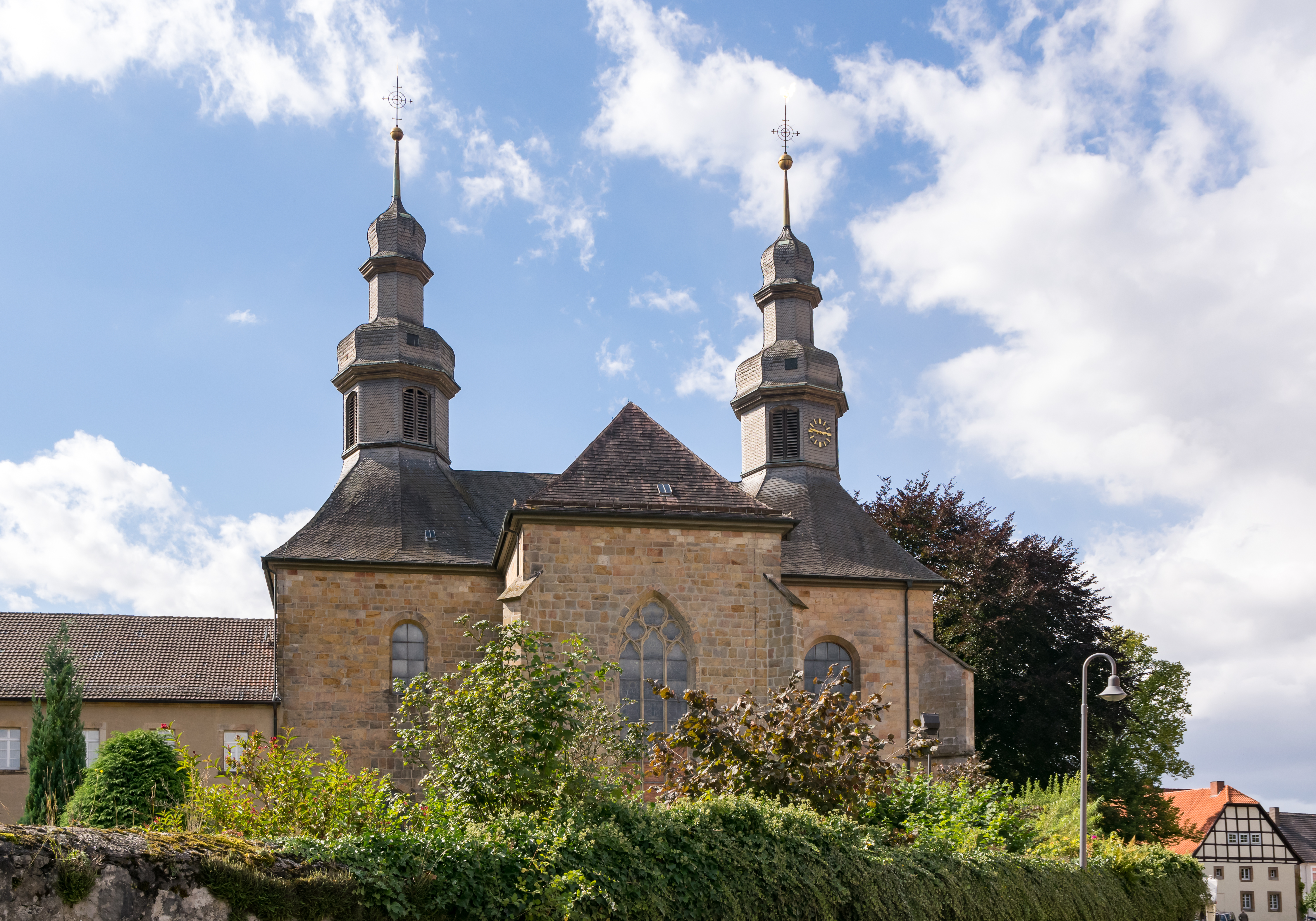
Klosterkirche Willebadessen

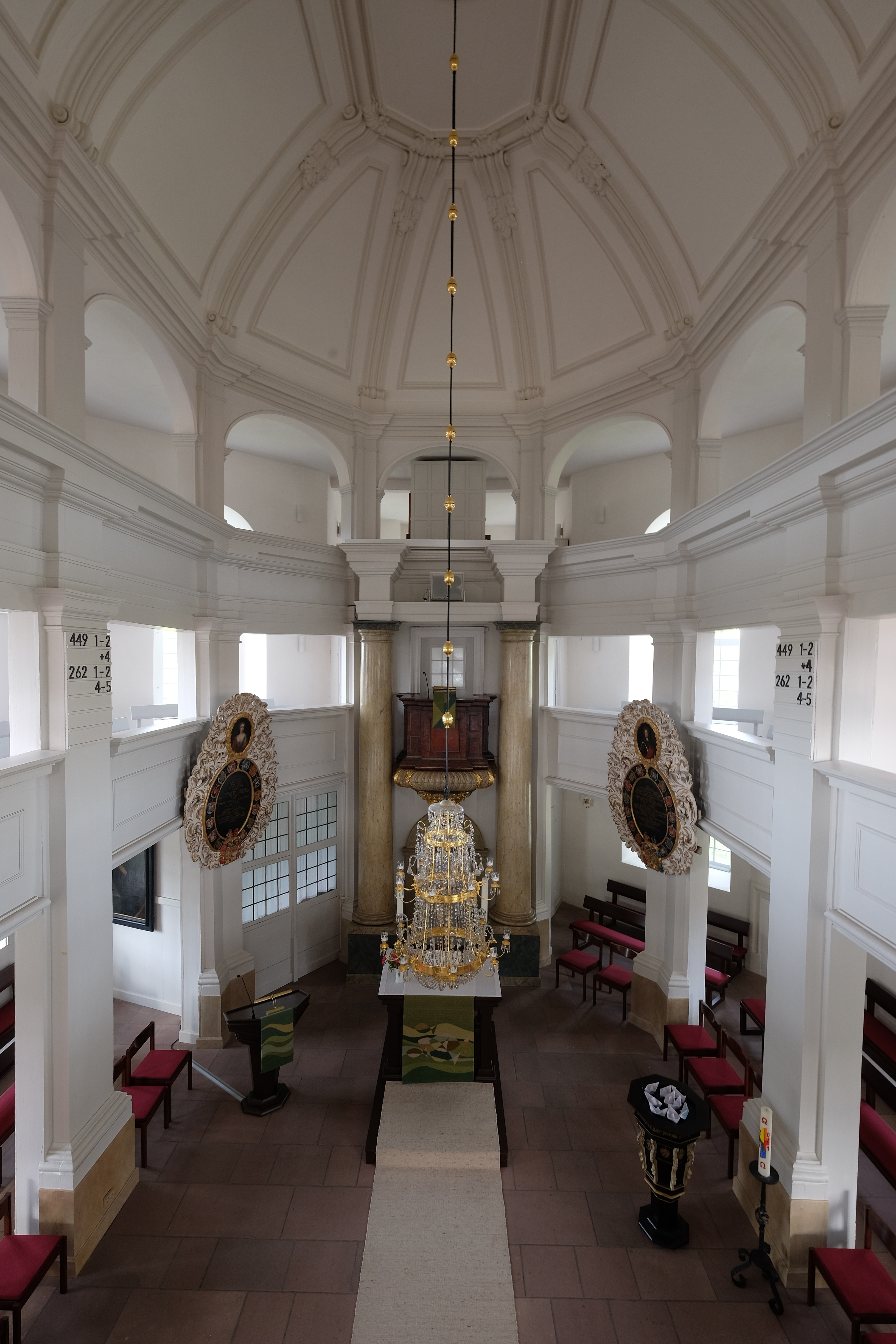
Hehlen, Immanuelkirche

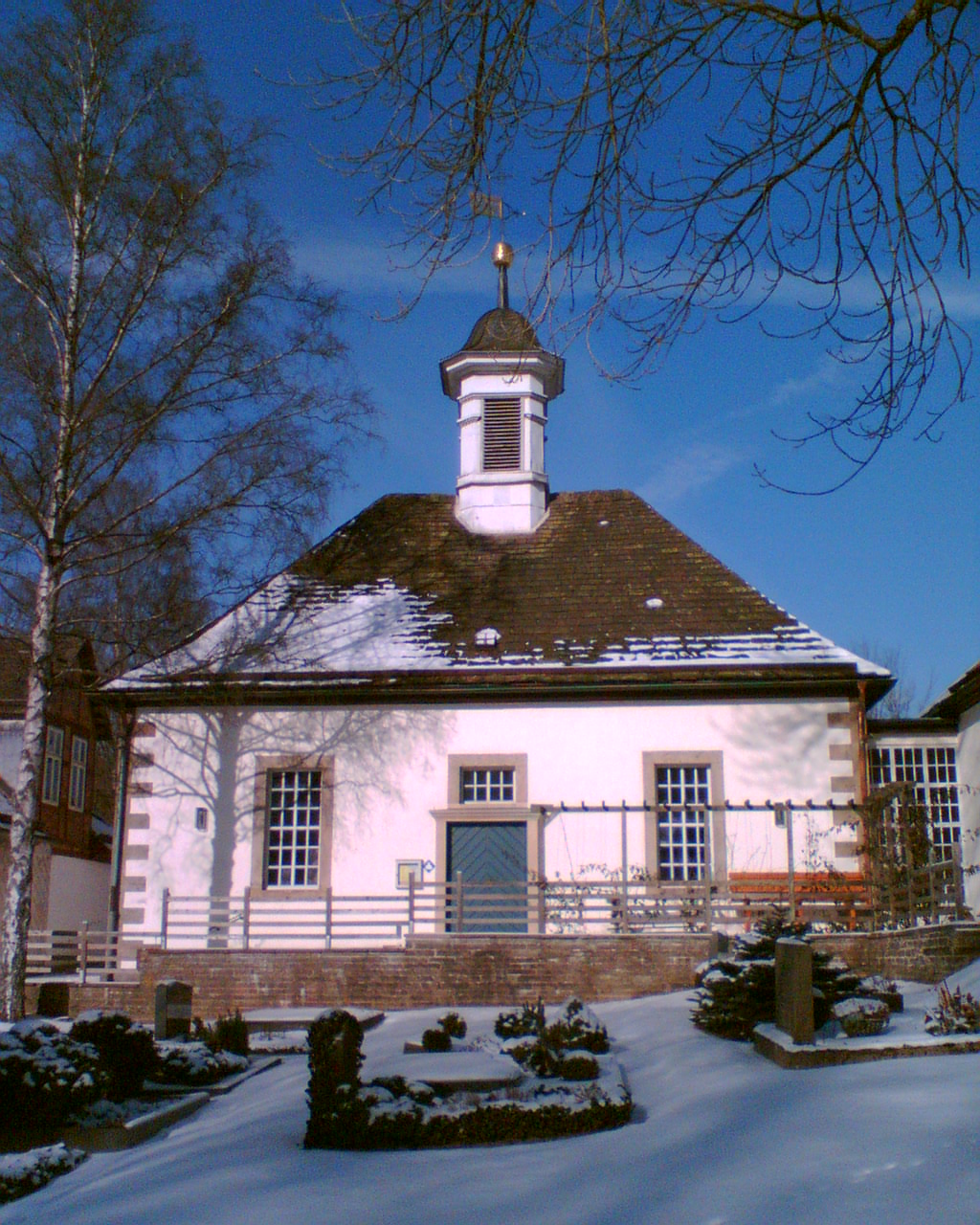
Christus-Kirche von Neuhaus im Solling

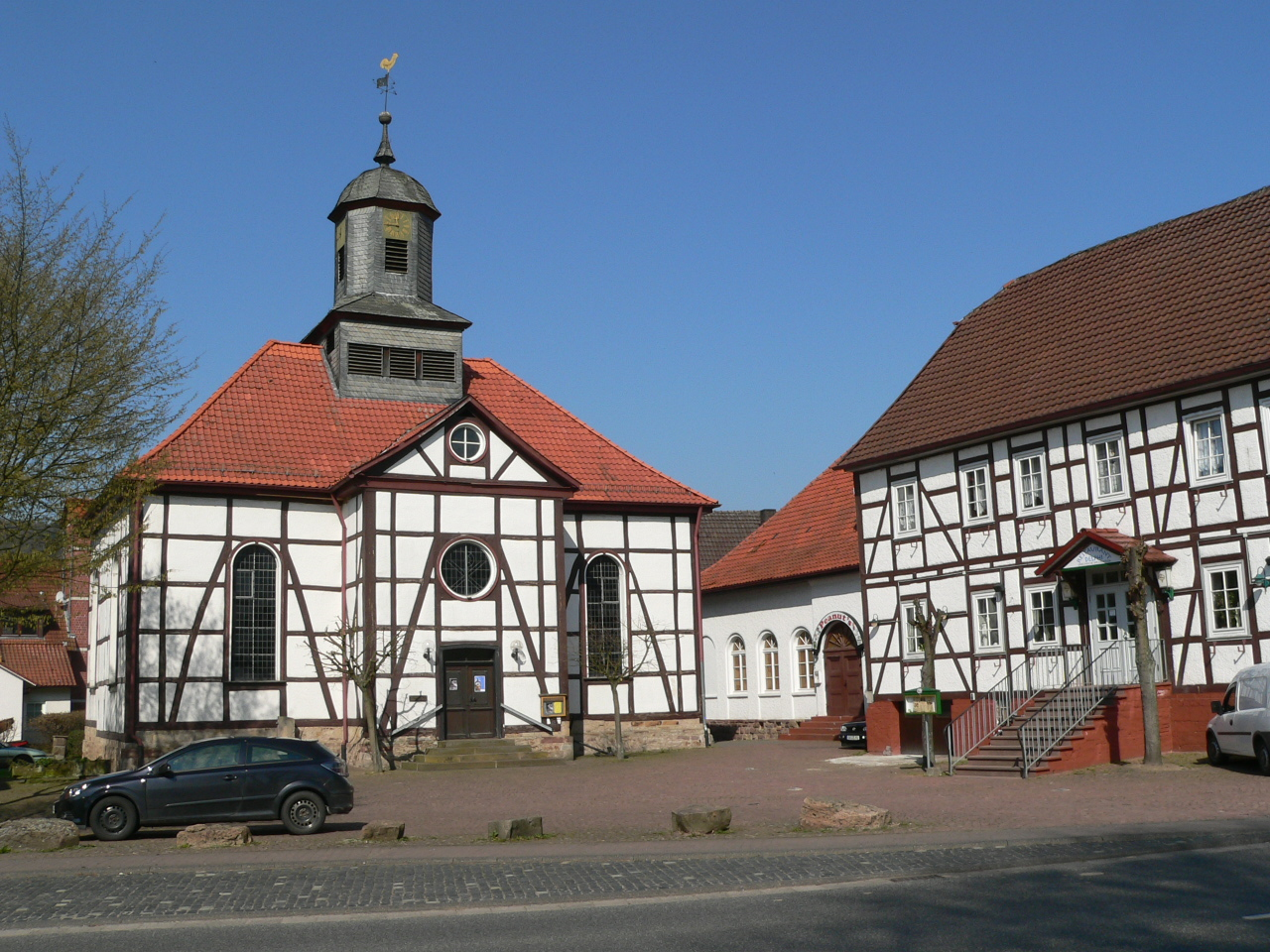
Gieselwerder, Christuskirche

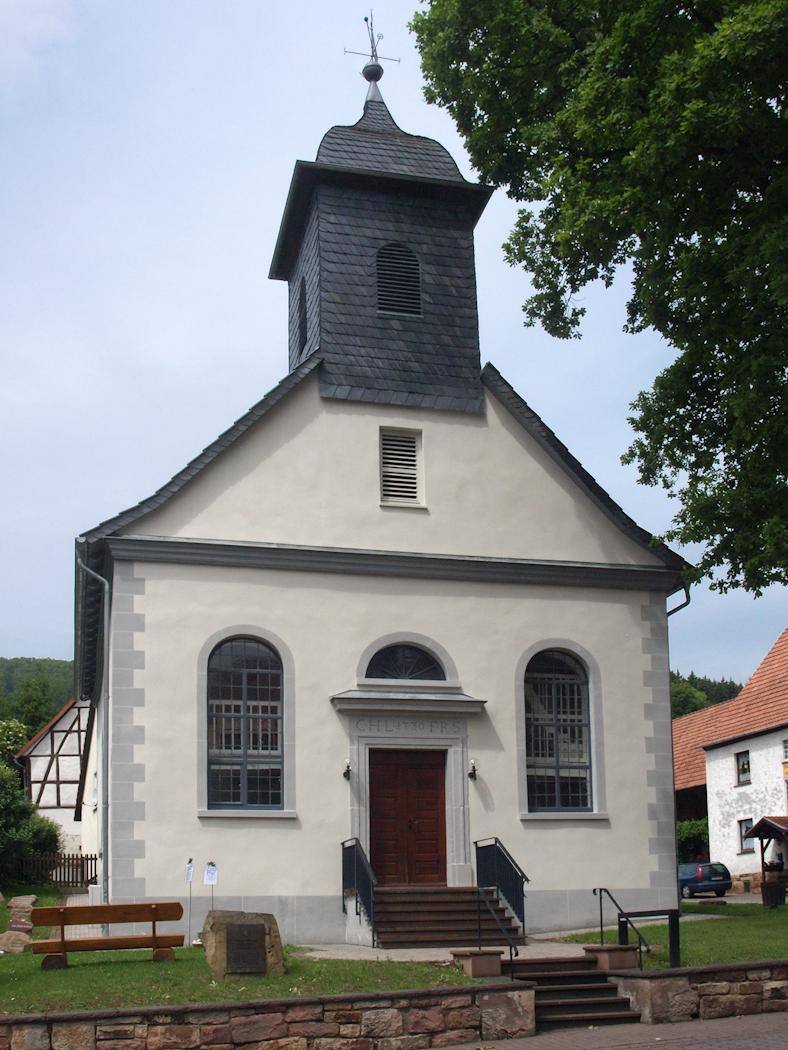
Waldenserkirche in Gottstreu

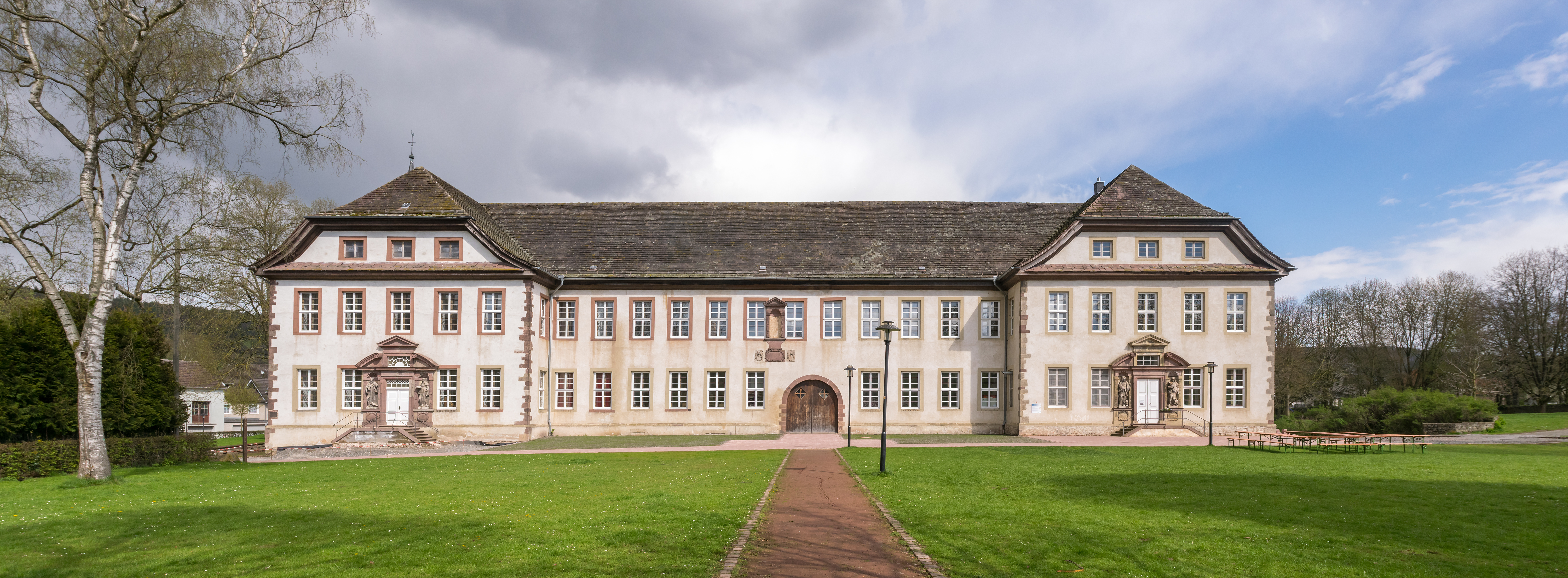
Kloster Brenkhausen

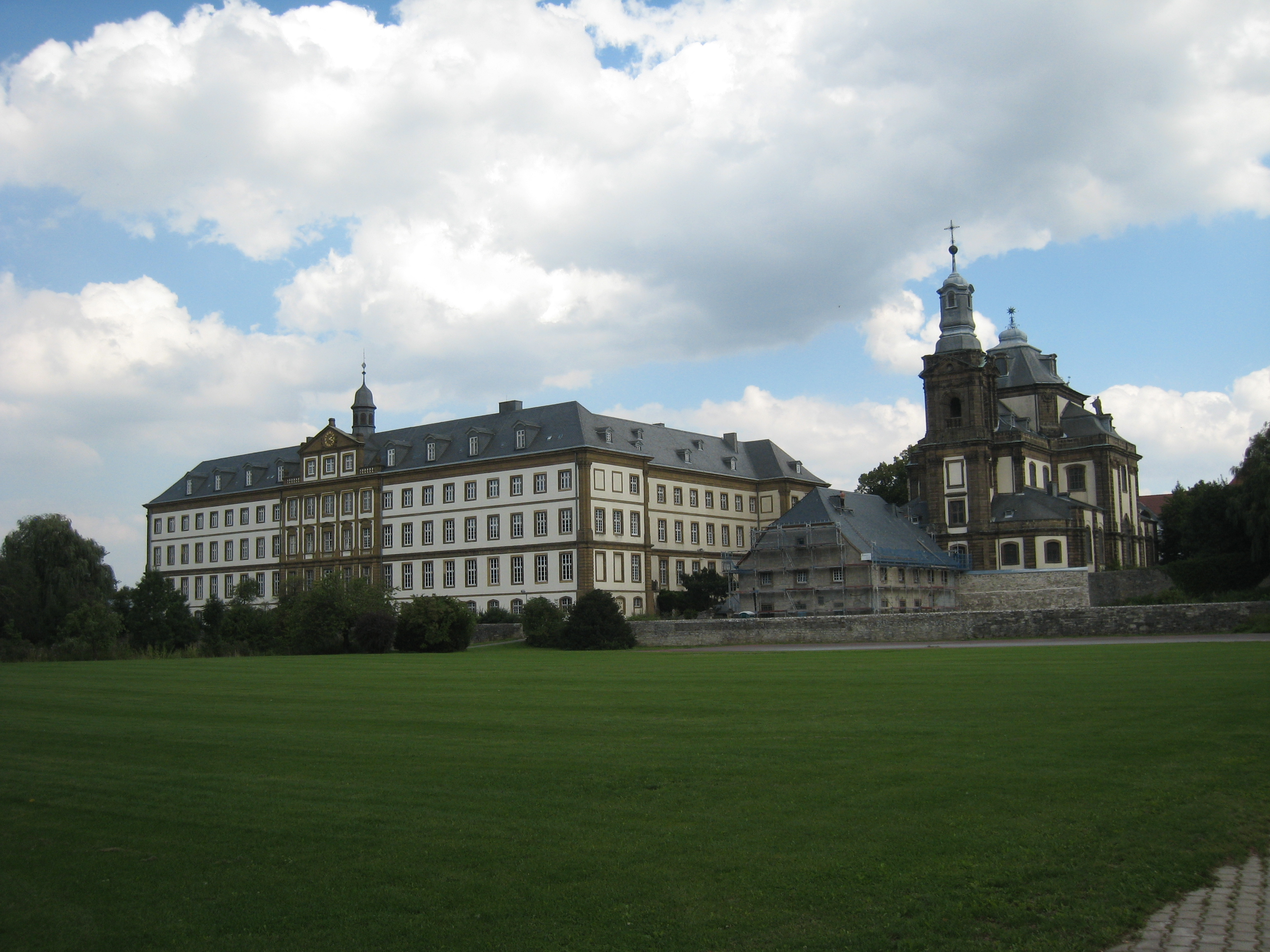
Jesuitenkolleg Büren

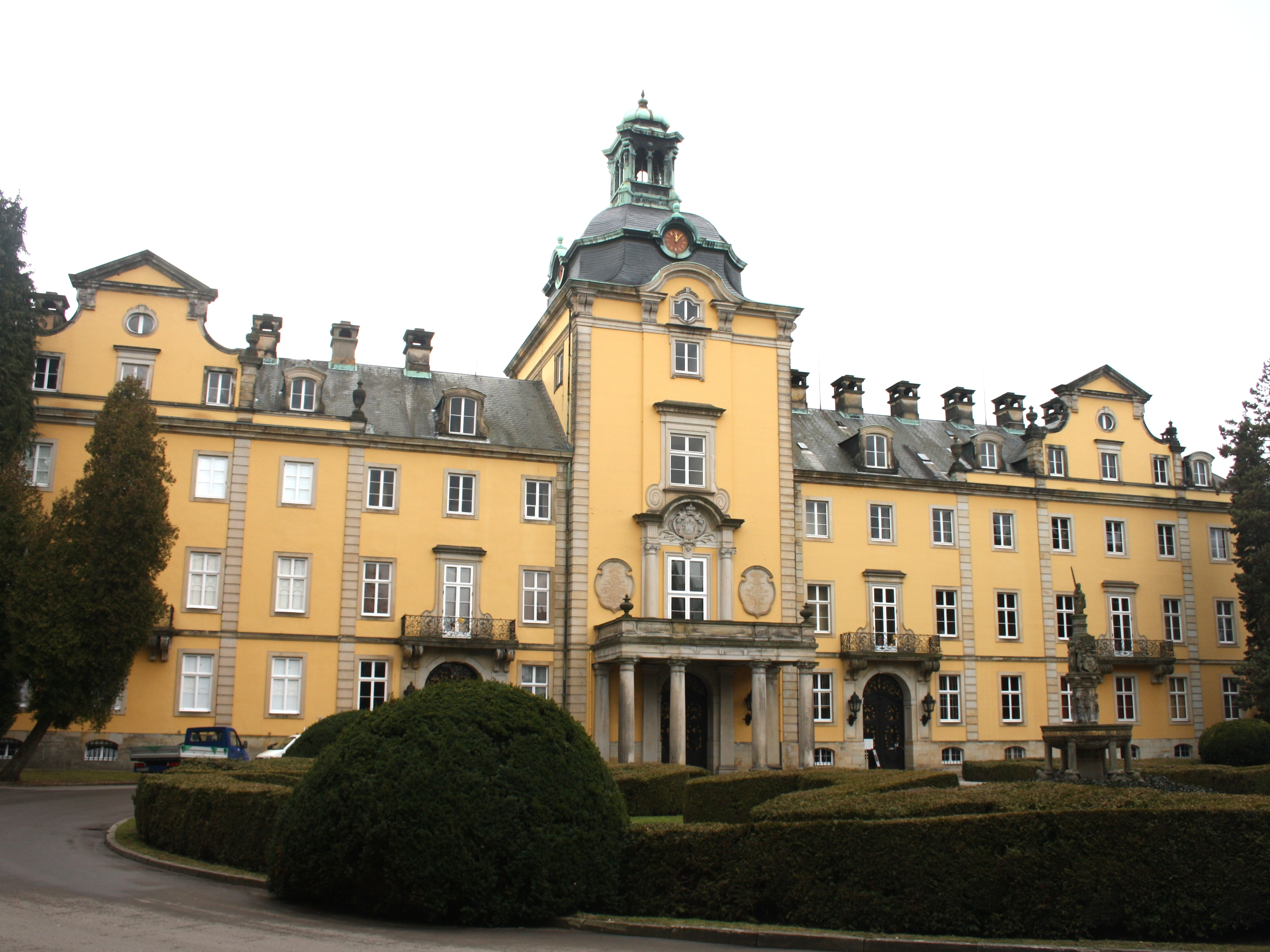
Schloss Bückeburg, Frontansicht

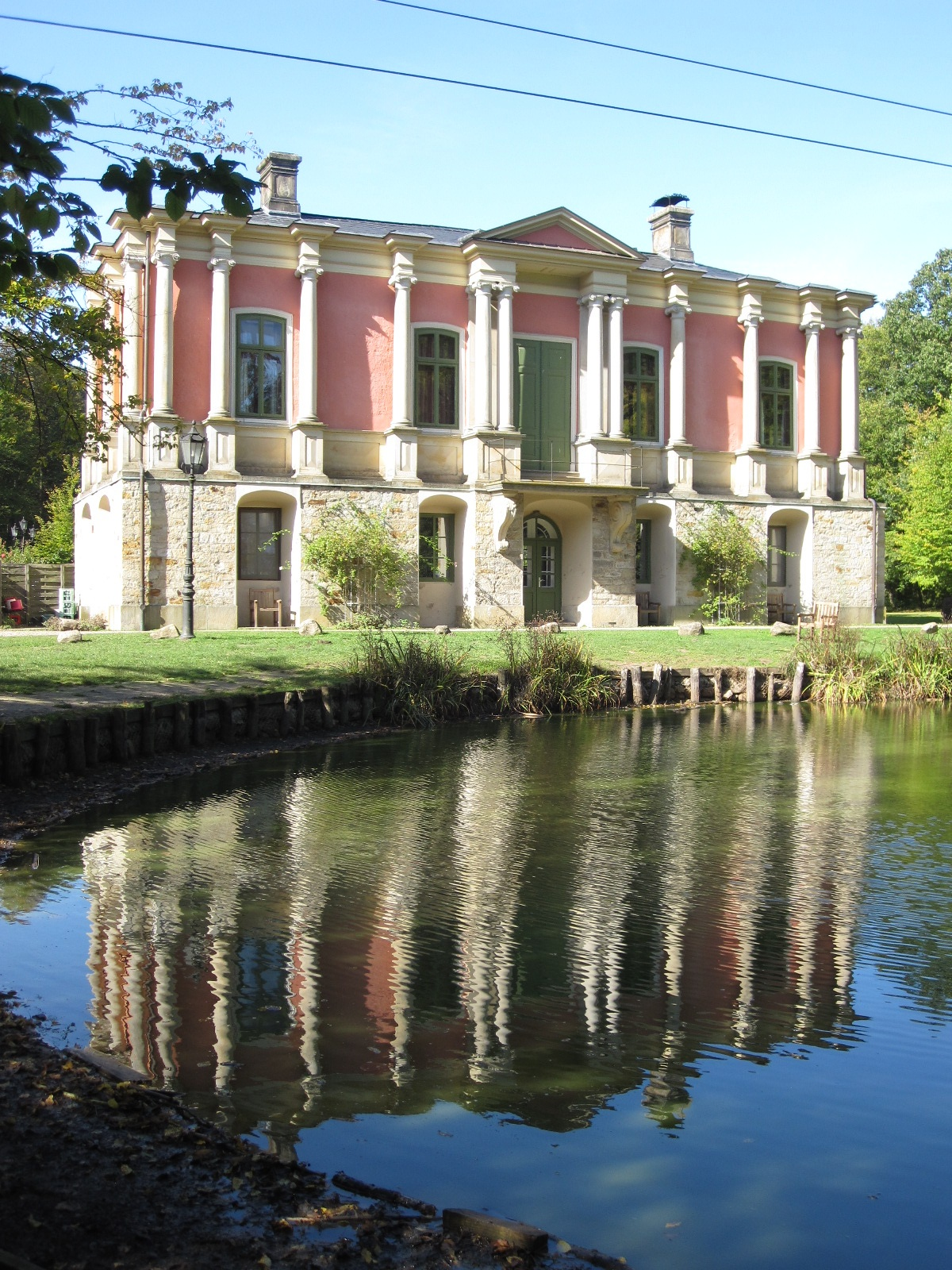
Schloss Baum

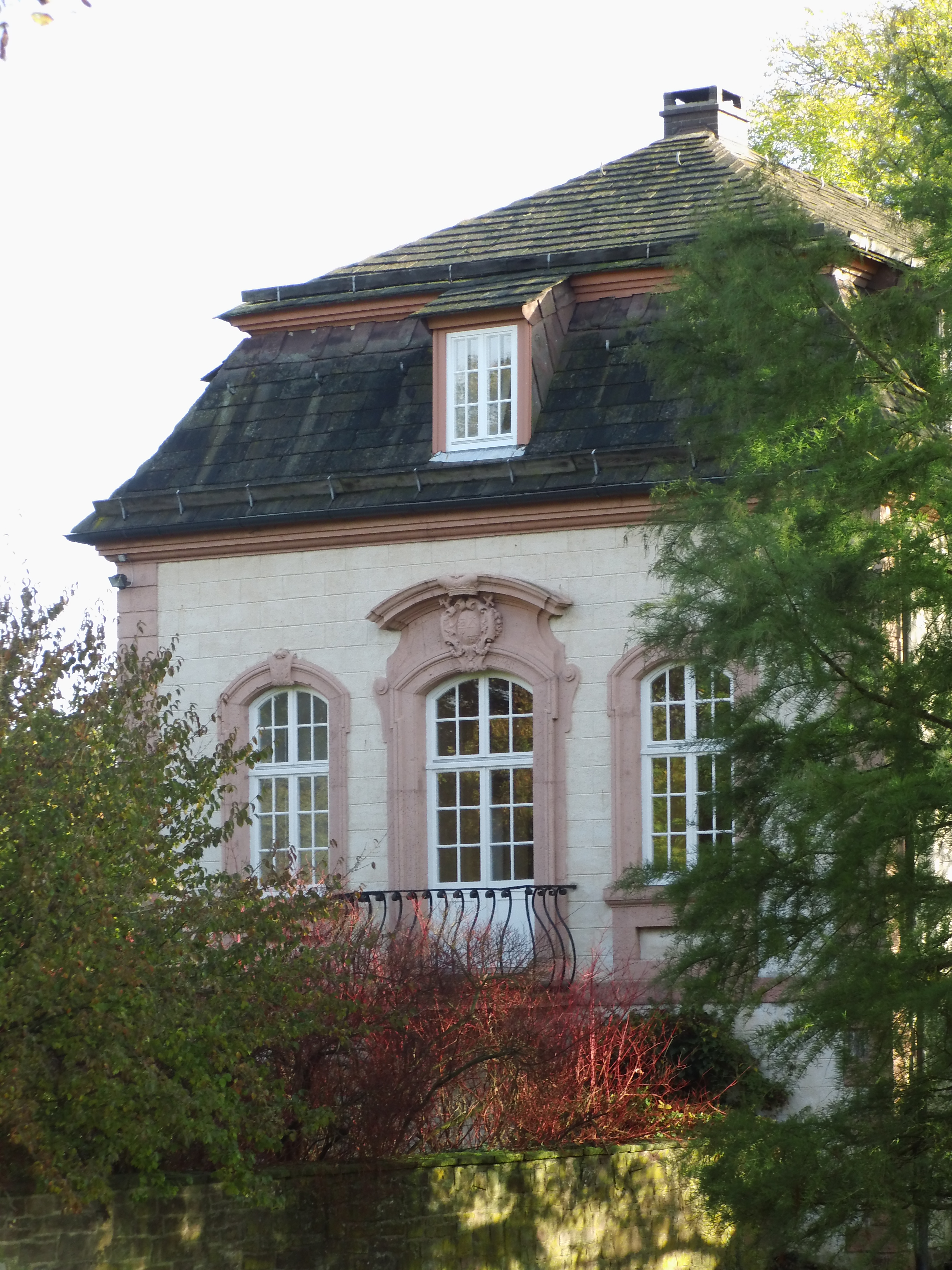
Corvey, Teehaus

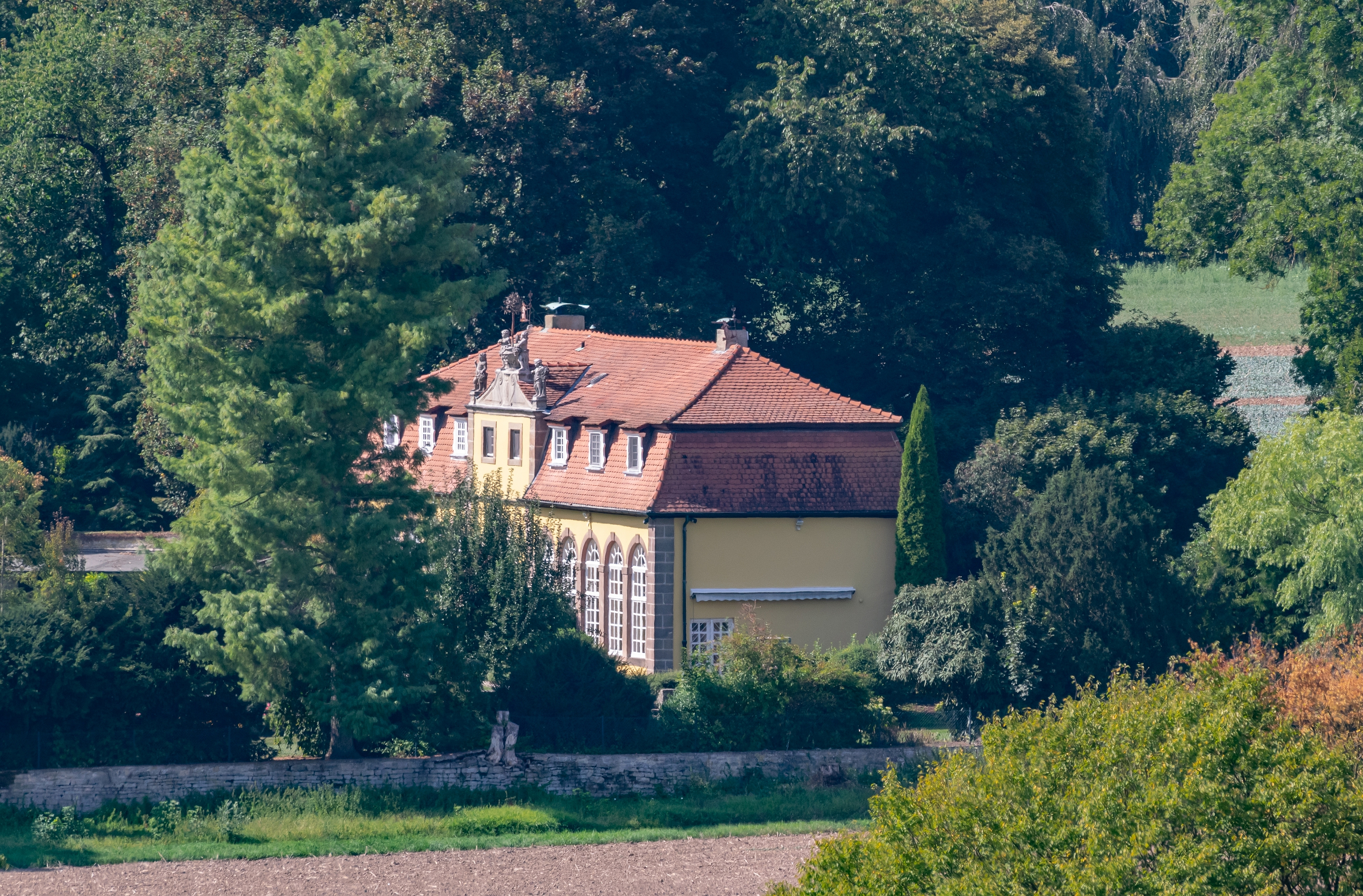
Schloss Welda, Orangerie

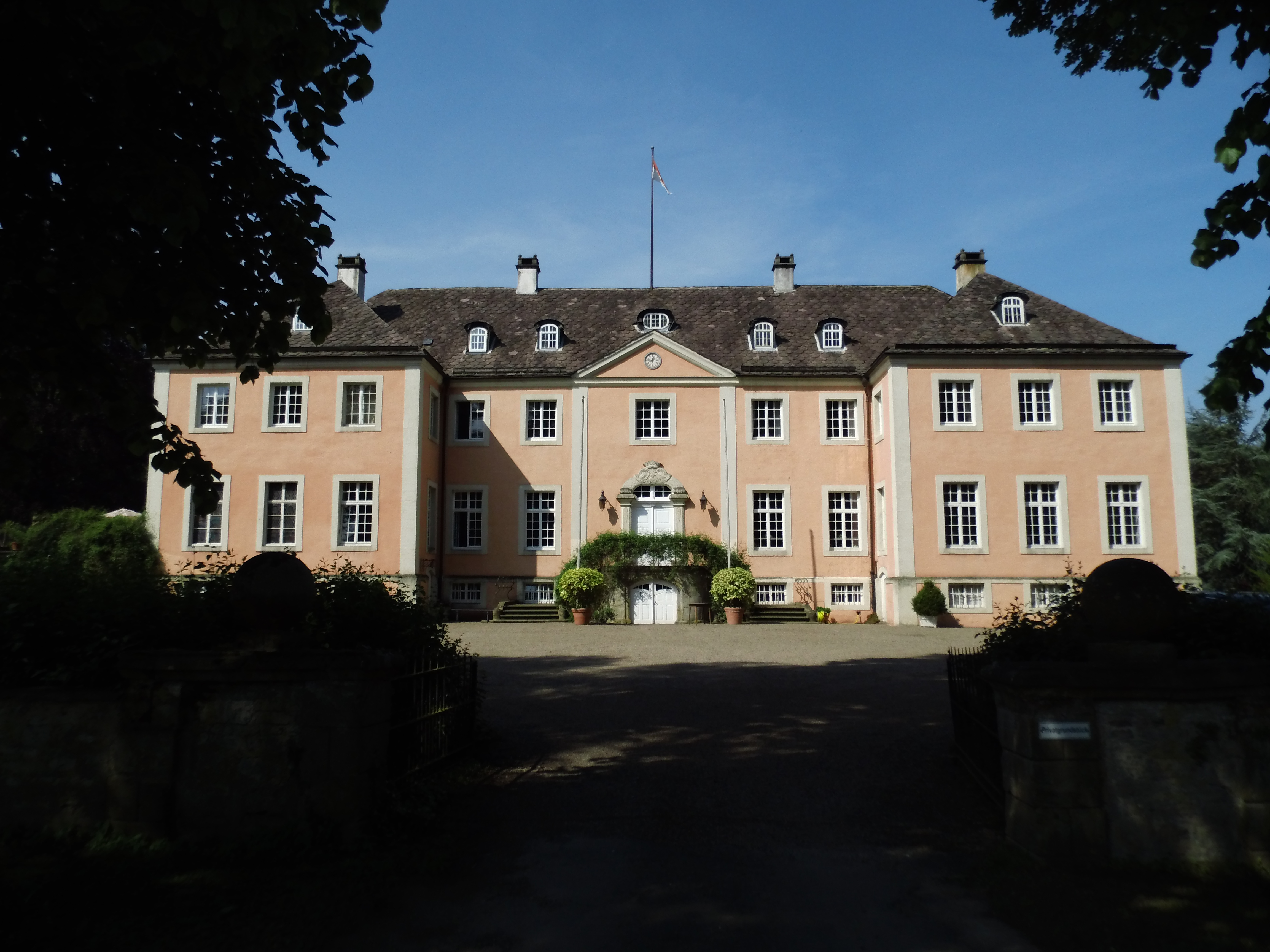
Schloss Rheder

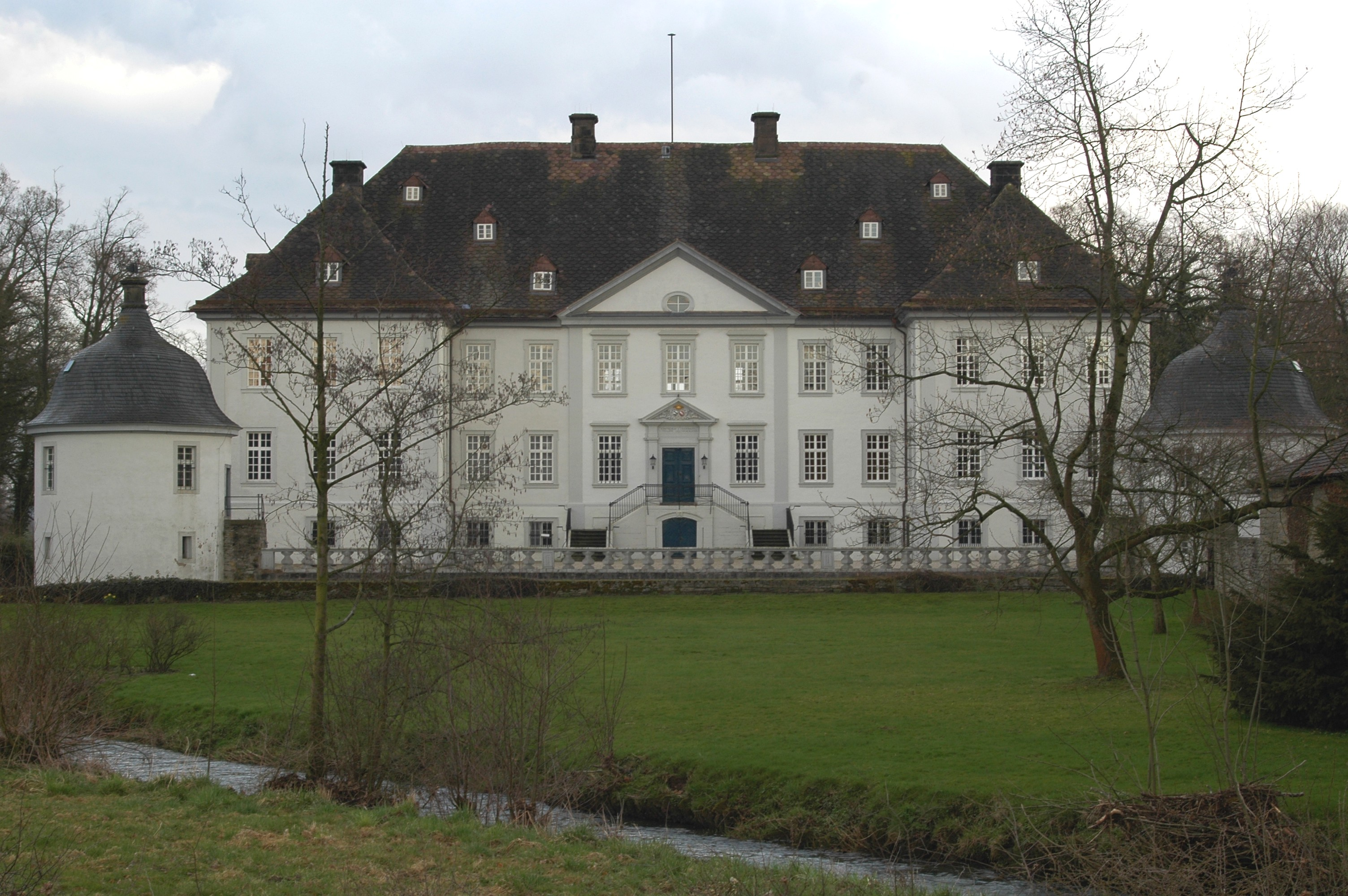
Schloss Vinsebeck

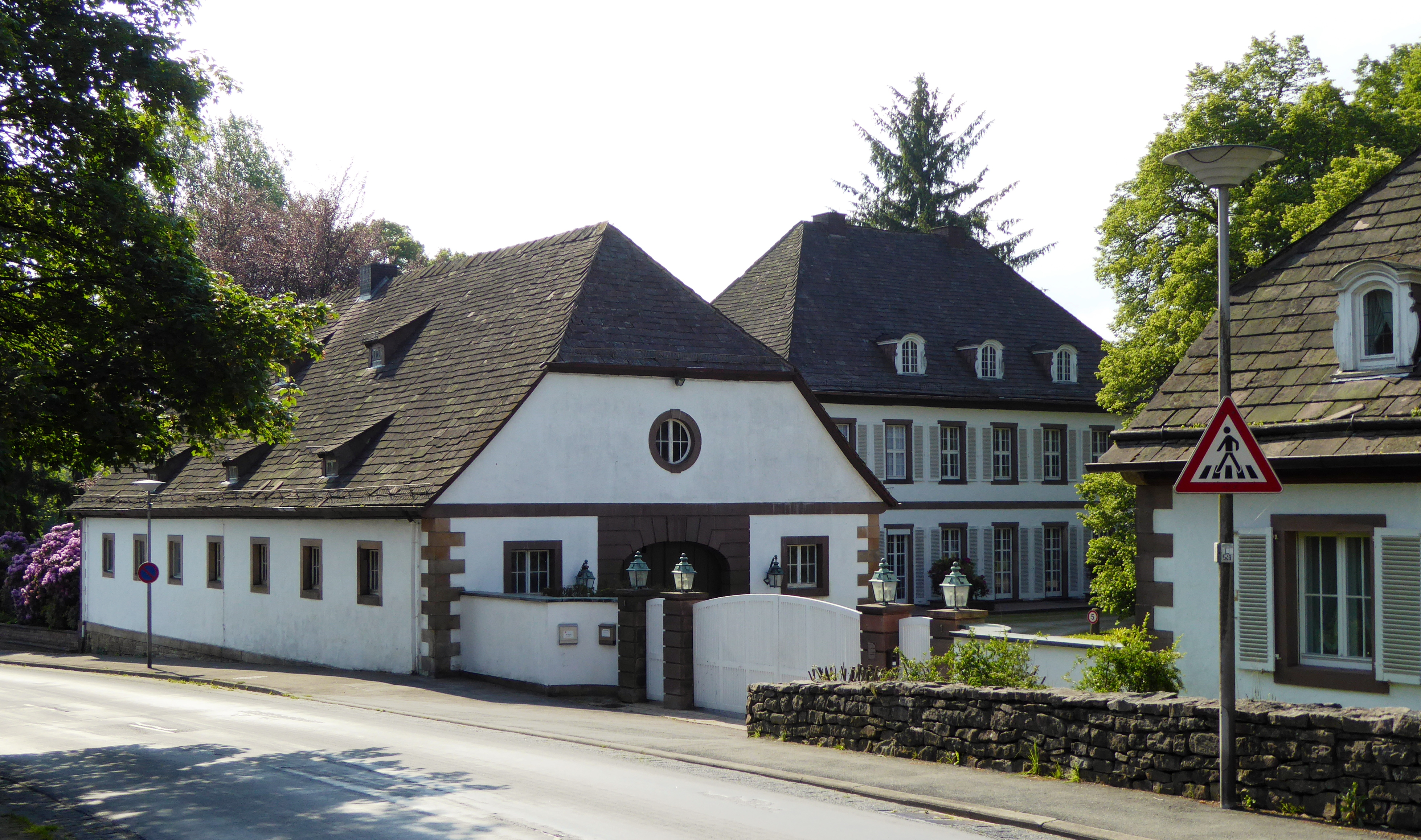
Gestüt Neuhaus (Solling)

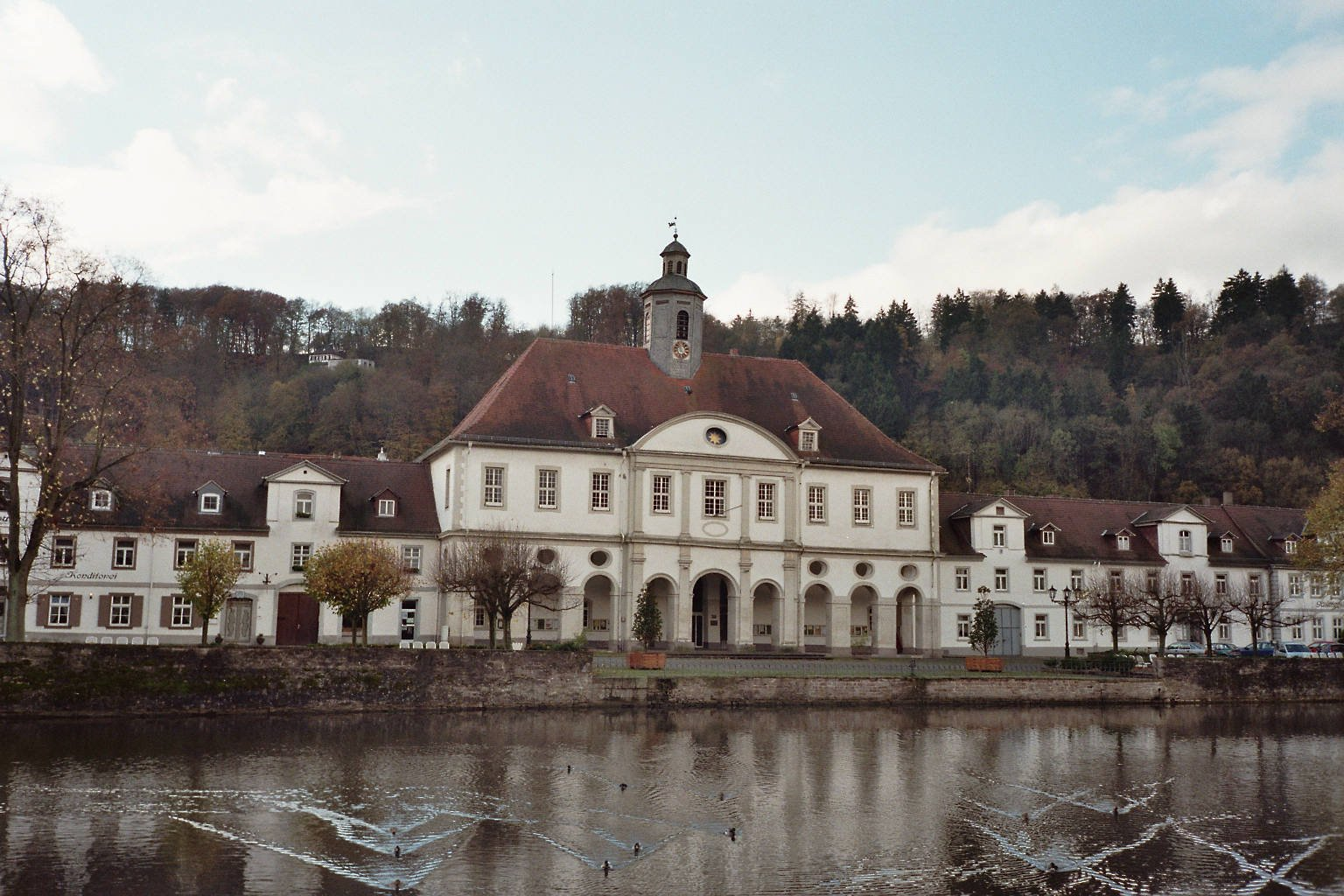
Karlshafen, Hafenbecken mit ehem. Packhaus

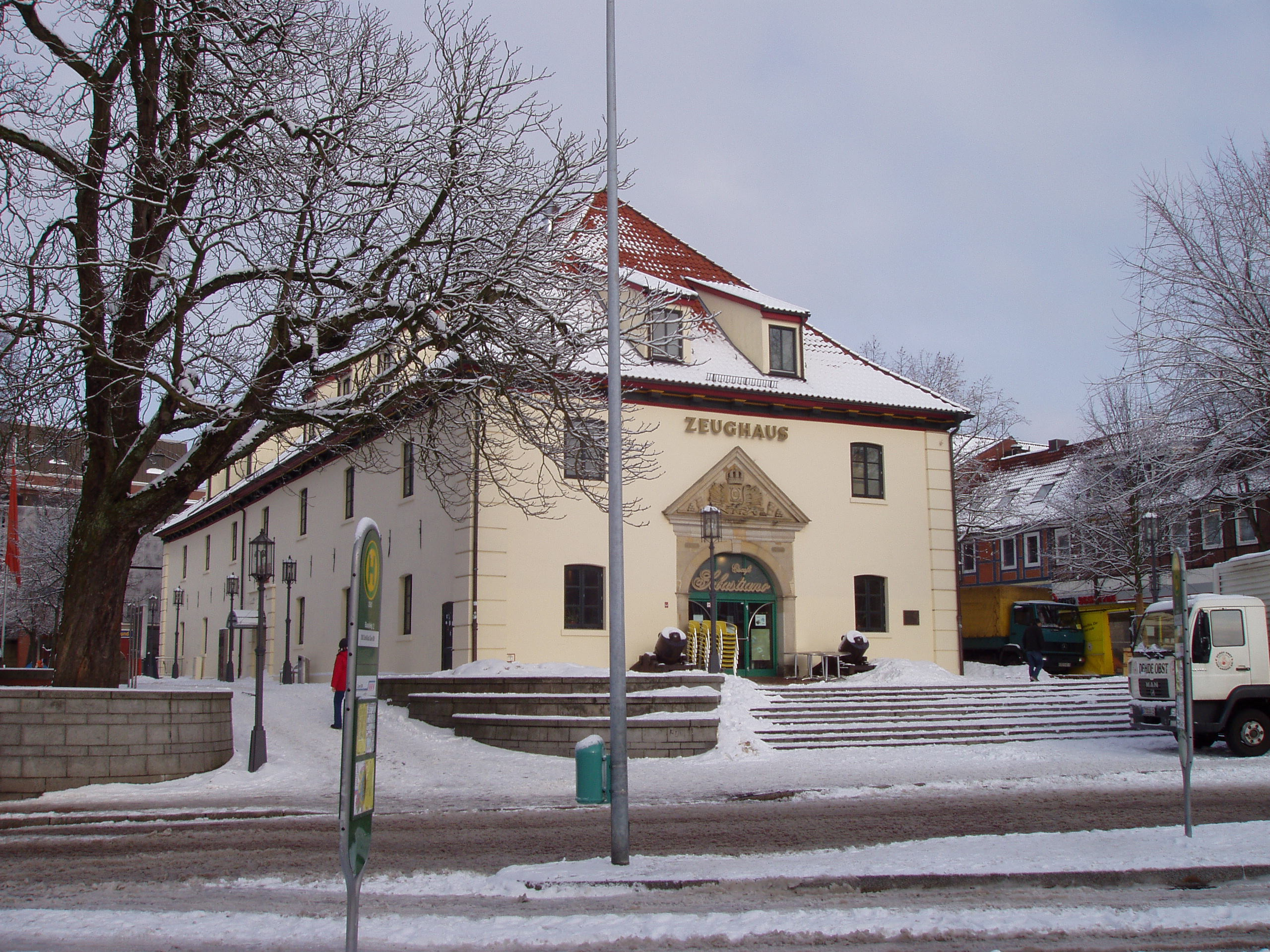
Stade, Zeughaus am Pferdemarkt

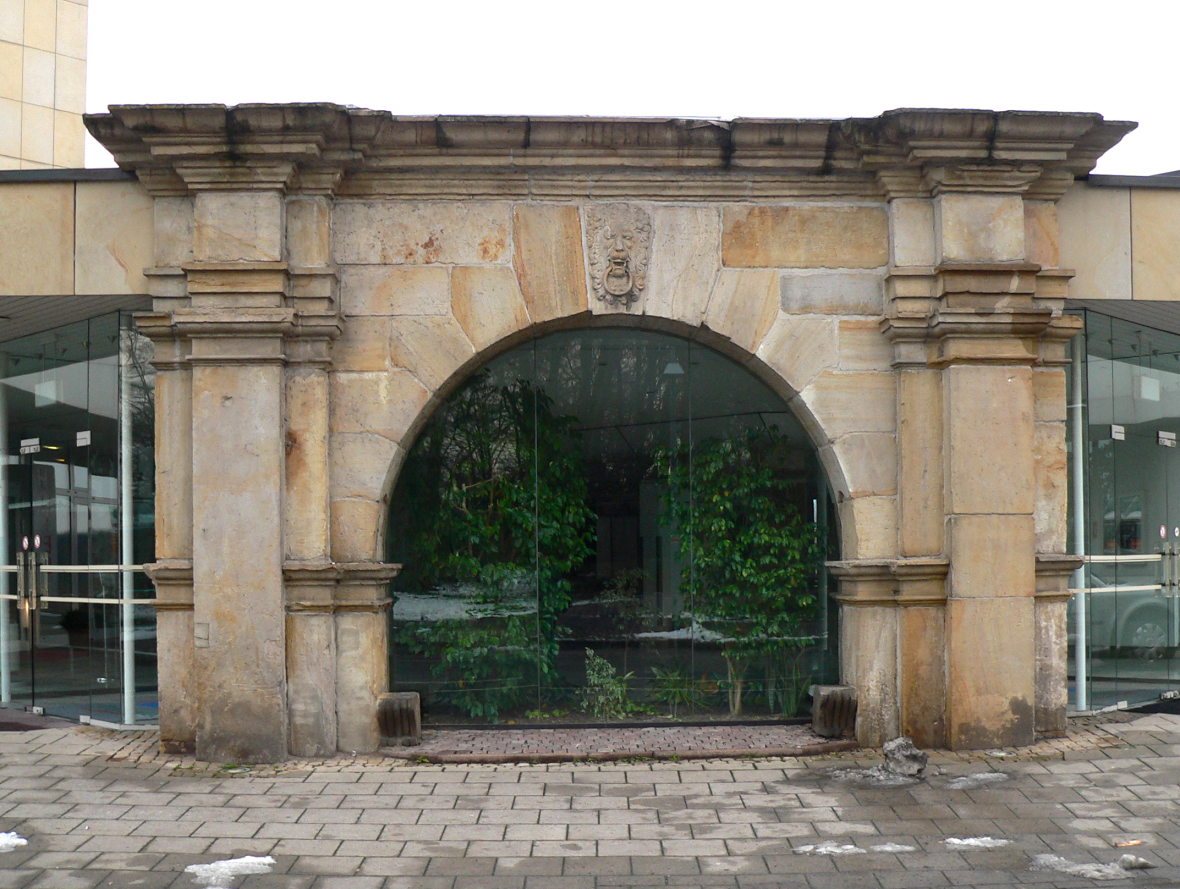
Rinteln, ehemaliges Festungstor

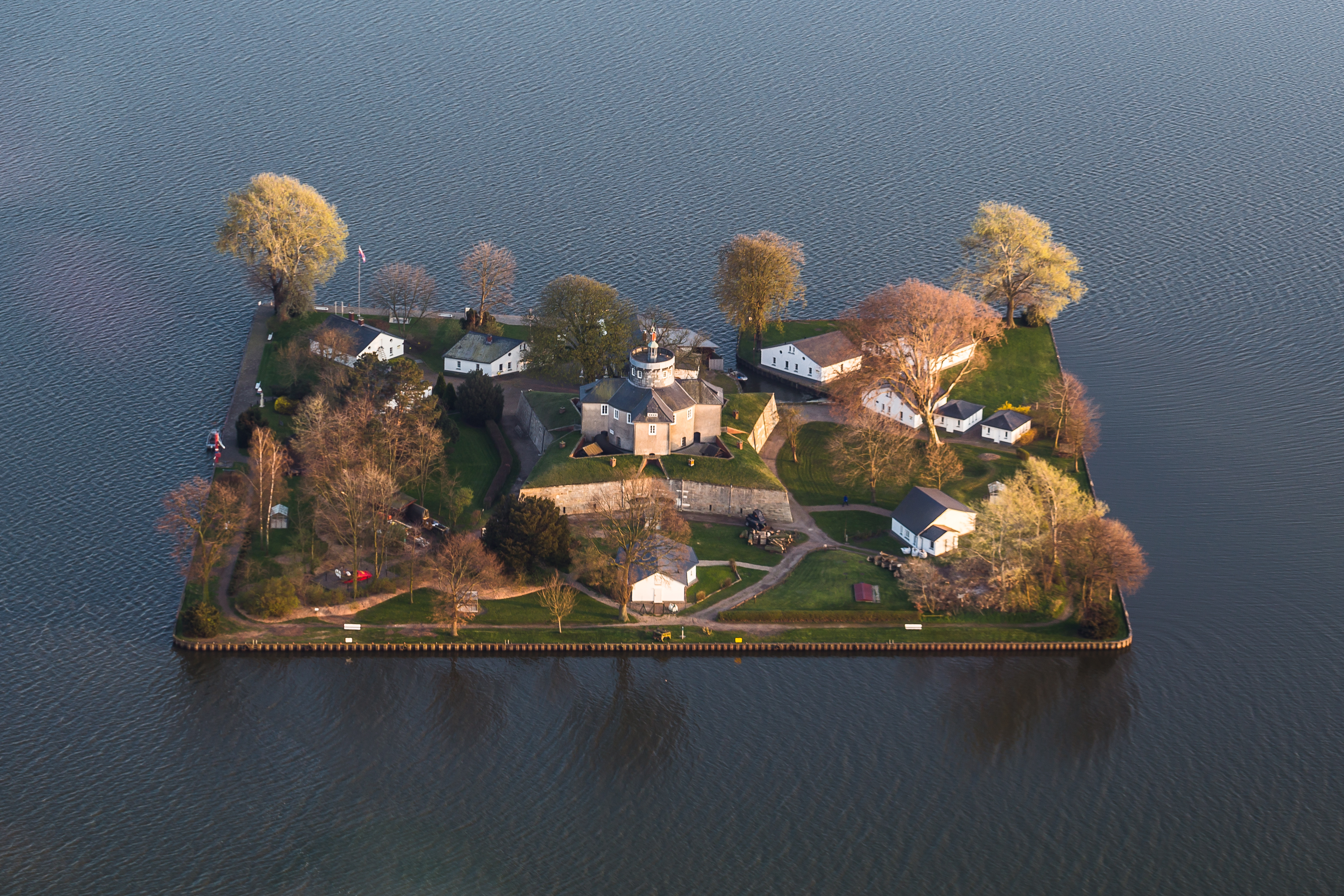
Festung Wilhelmstein im Steinhuder Meer

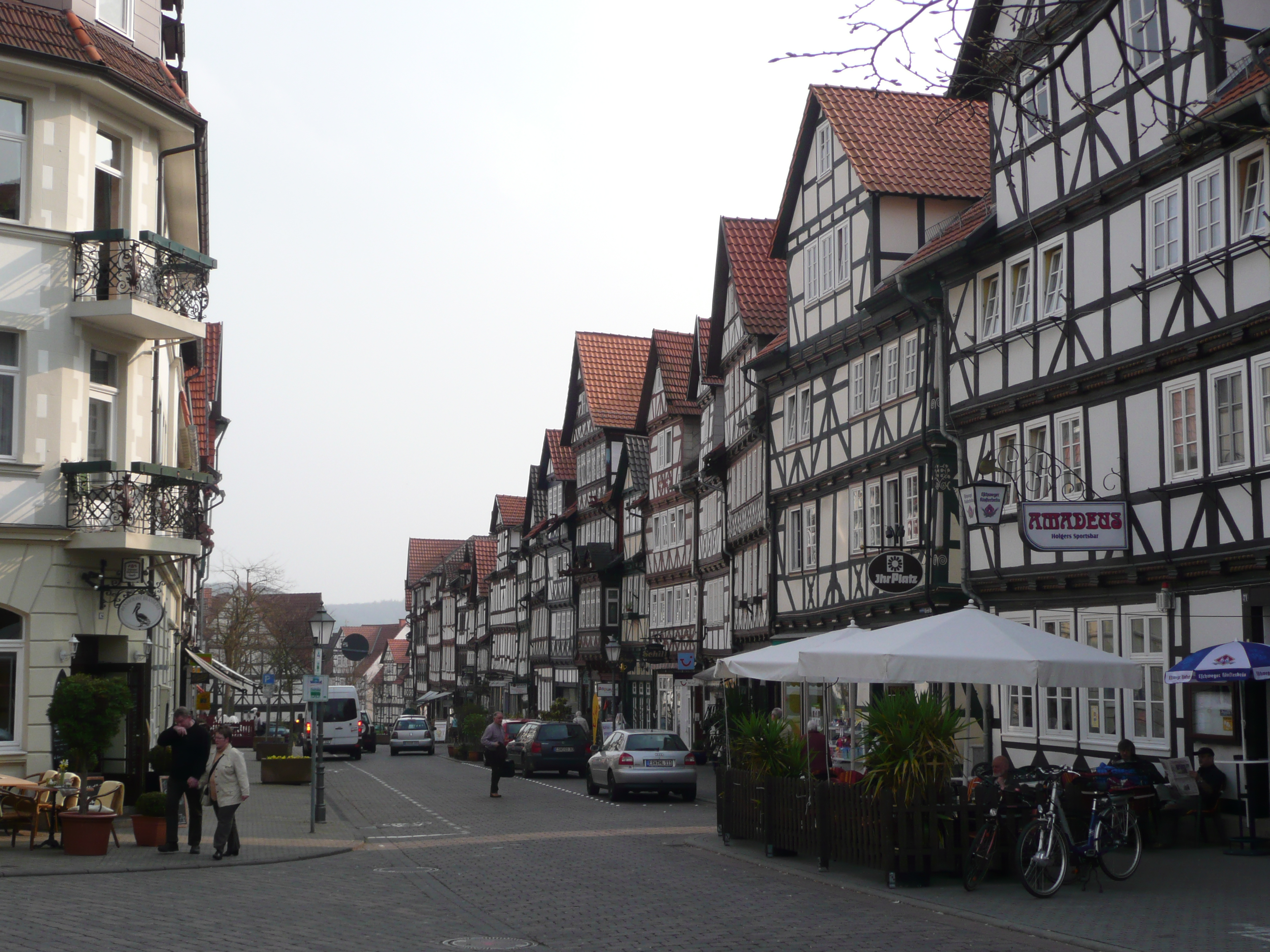
Bad Sooden-Allendorf, Kirchstraße

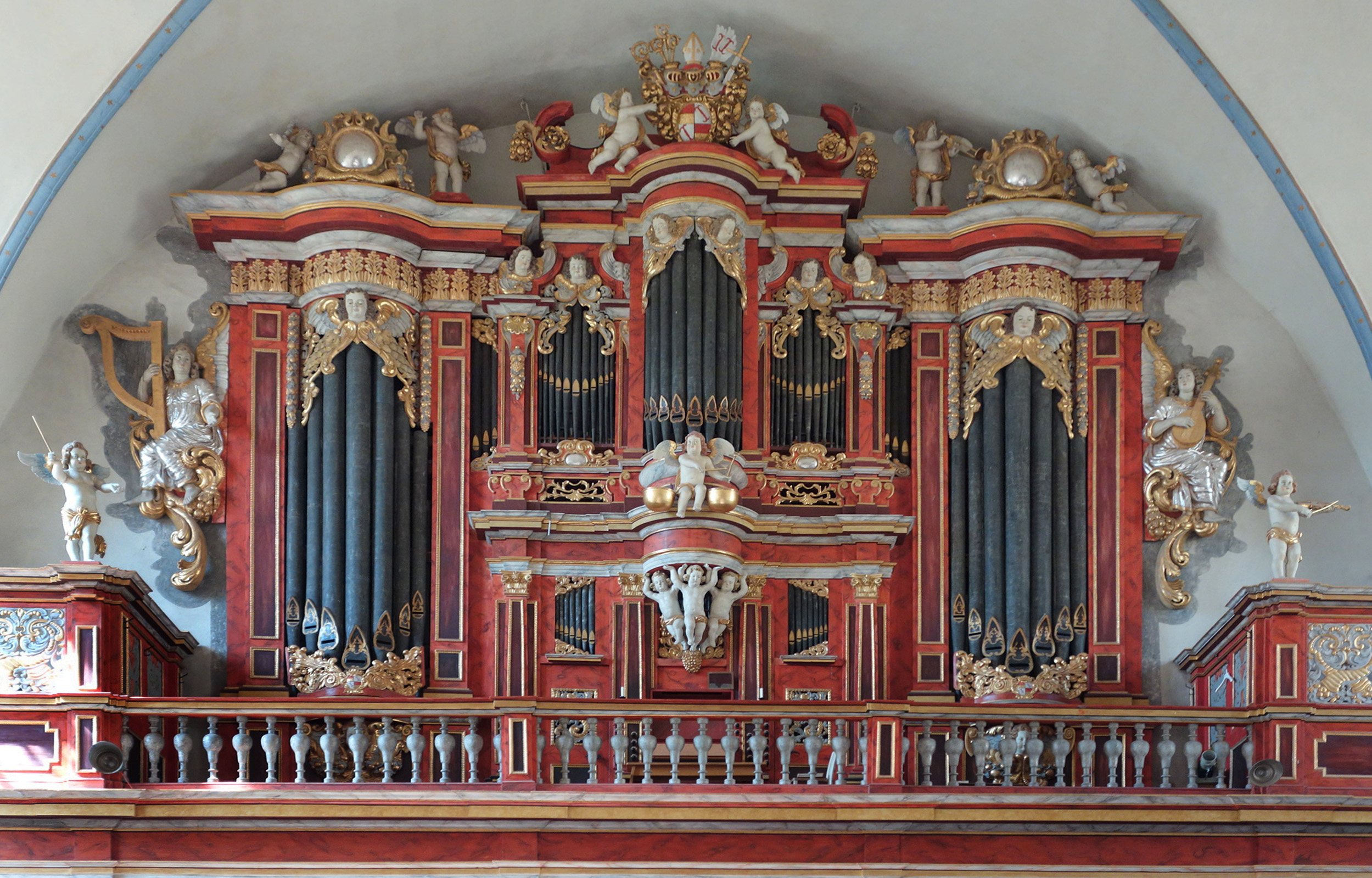
Abteikirche Corvey, Orgelprospekt

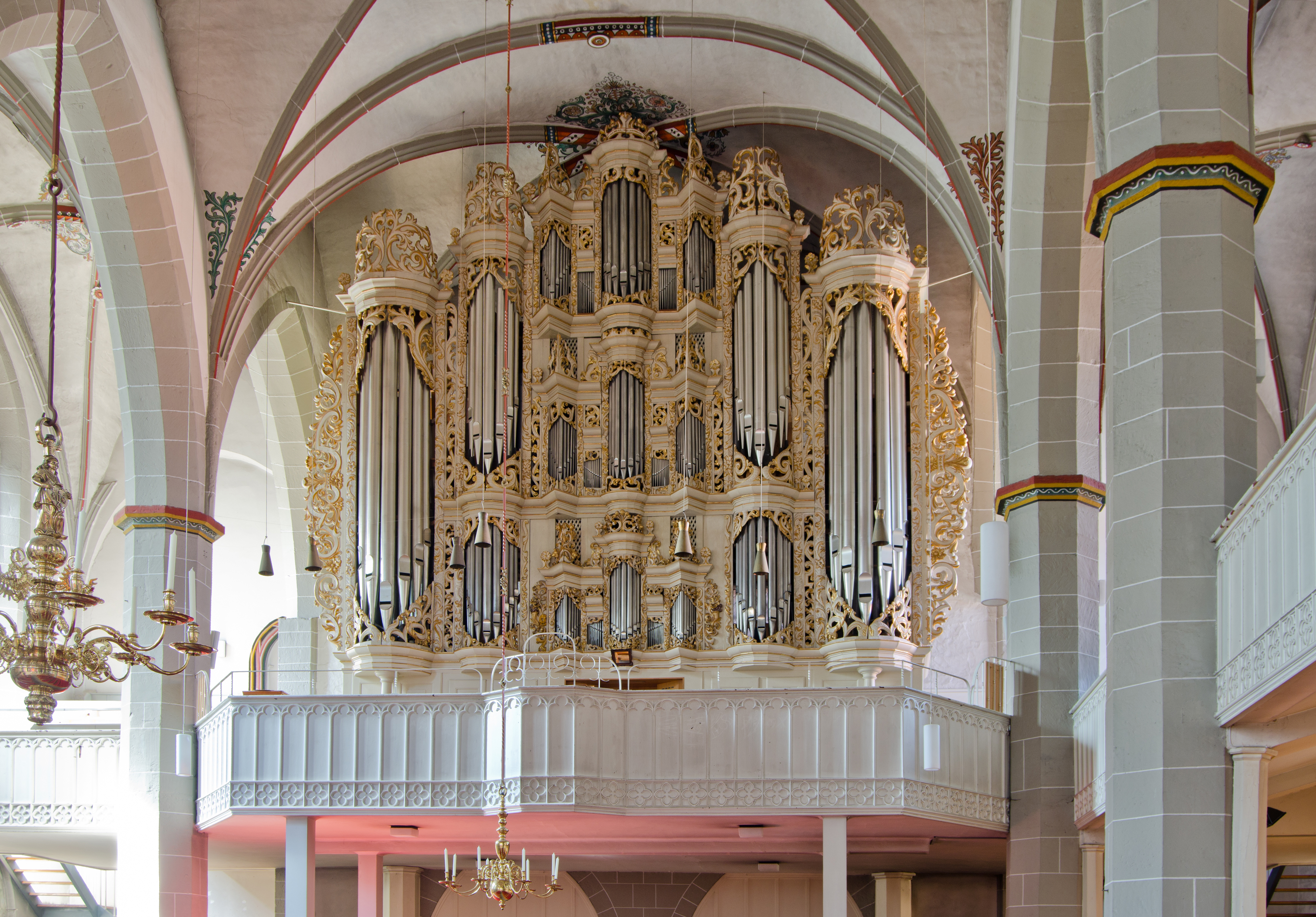
Northeim, St. Sixti, Orgelprospekt

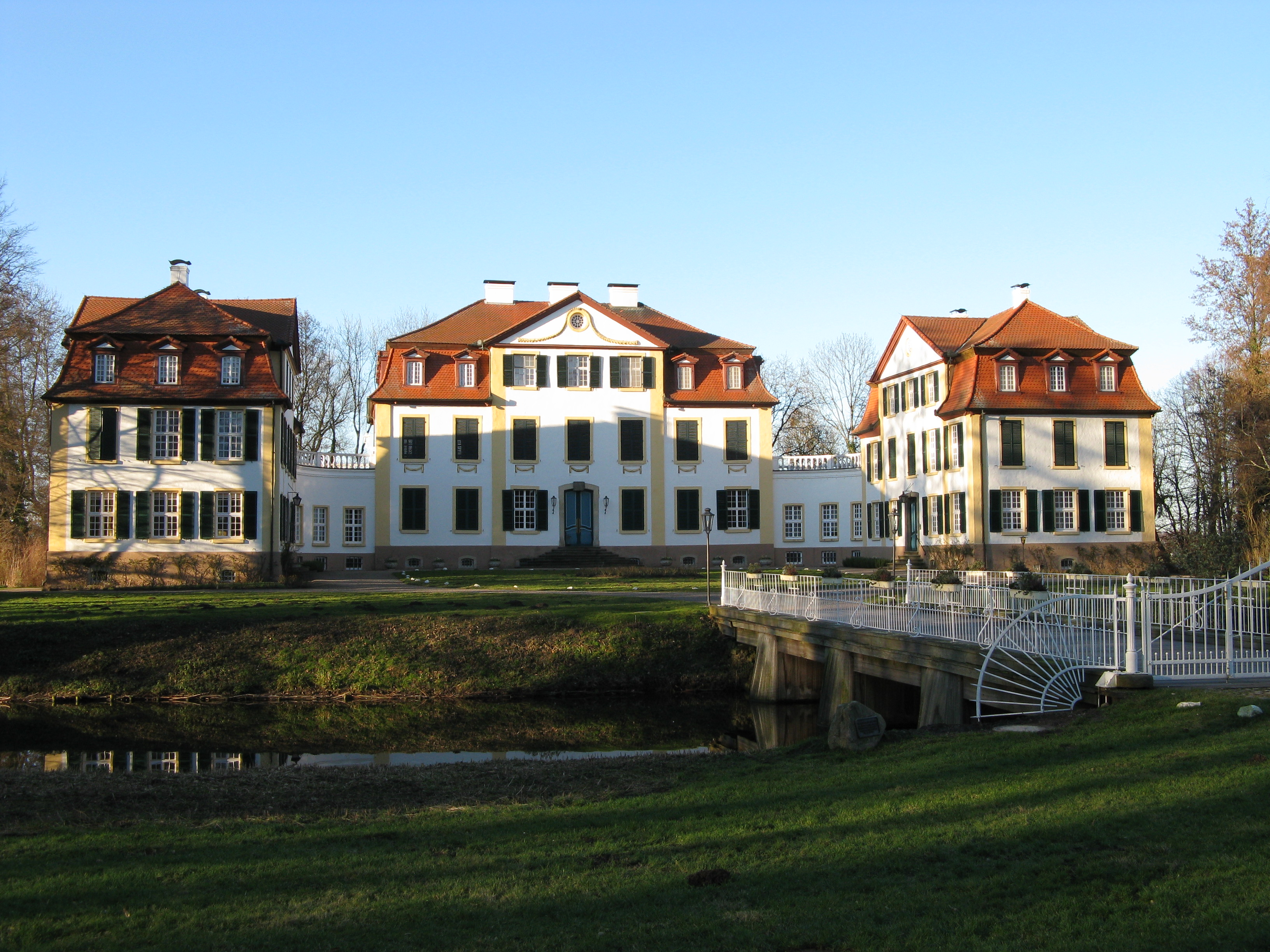
Schloss Hüffe

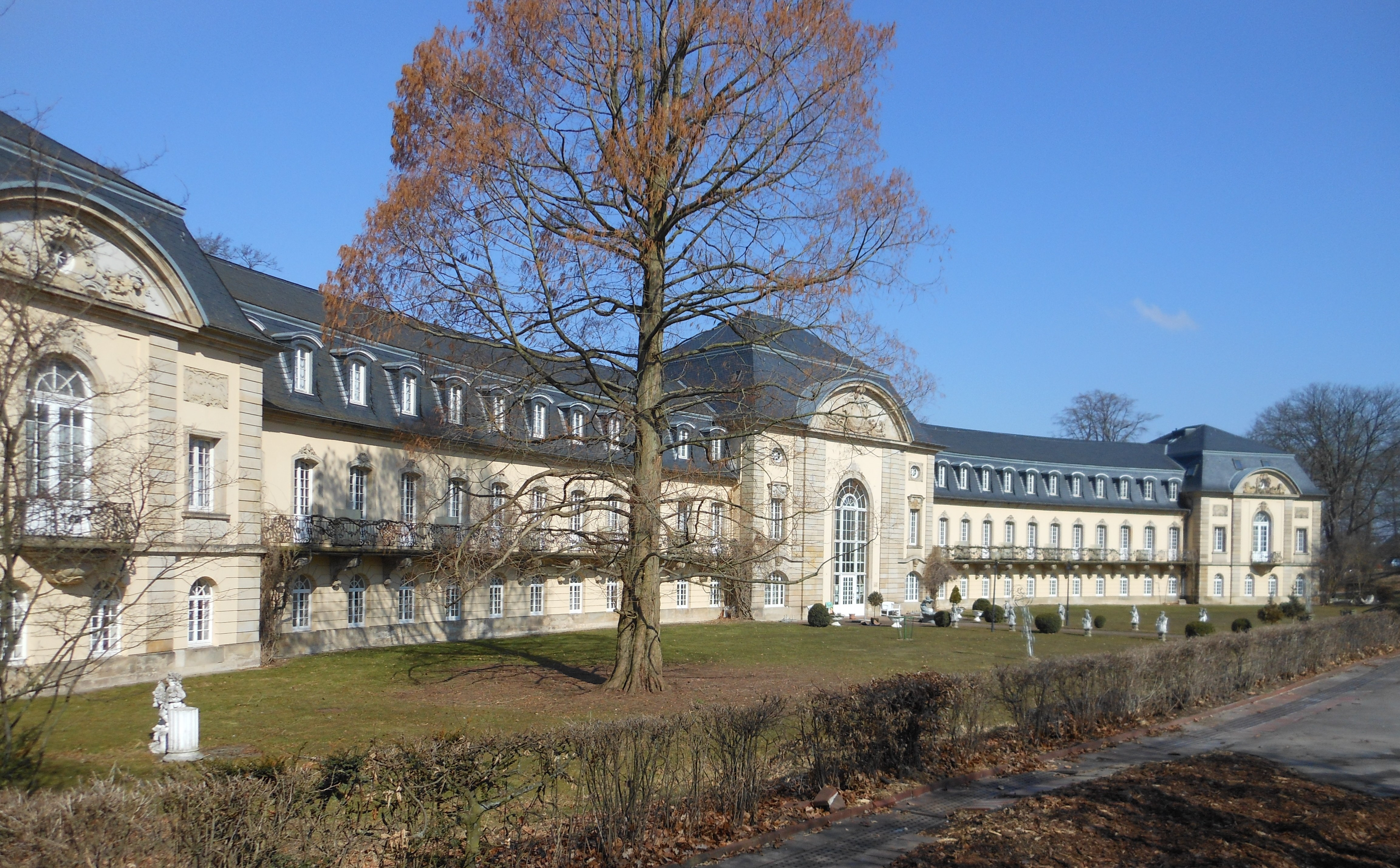
Bad Nenndorf, ehem. Schwefelbadehaus

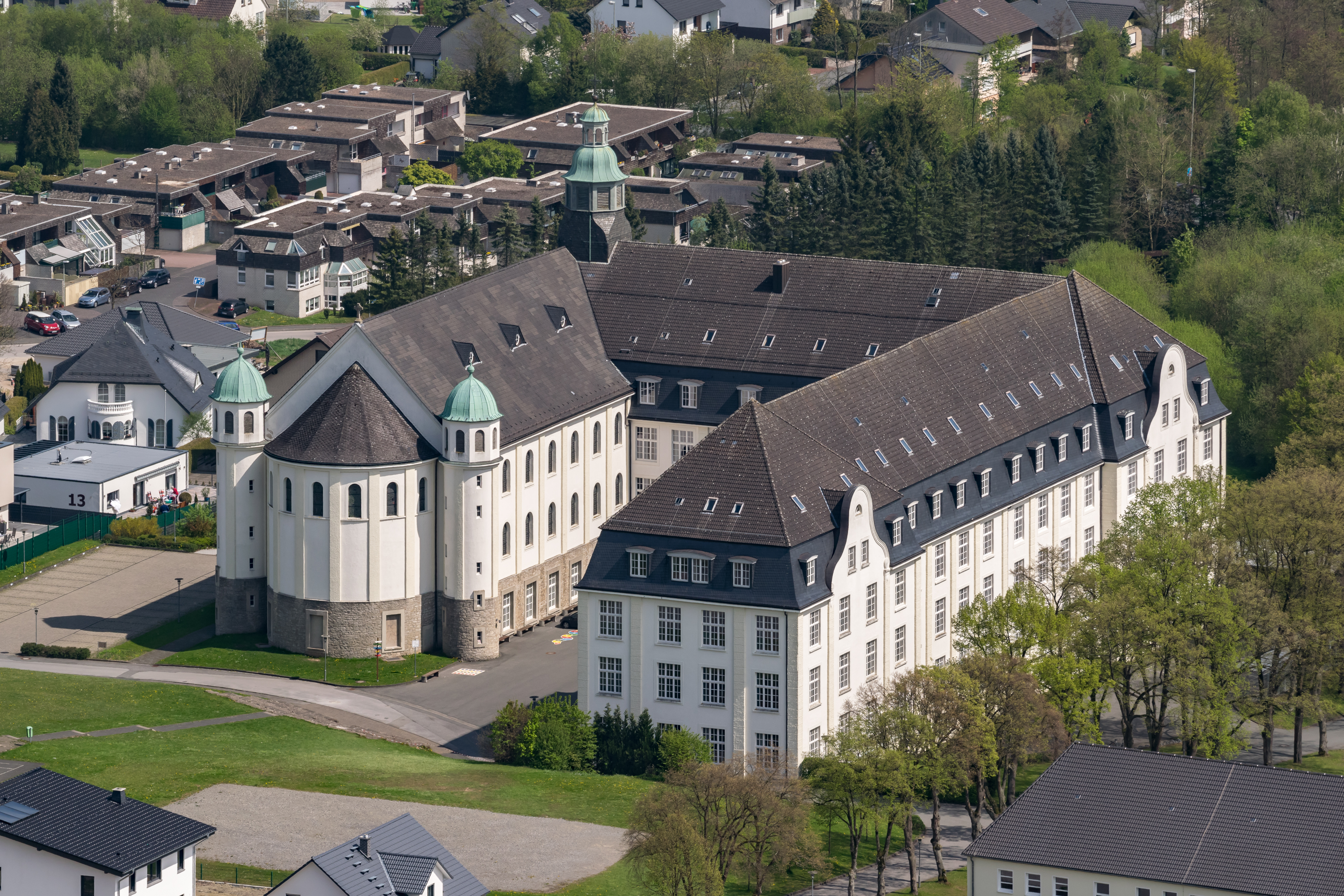
Bad Driburg, Missionsschule St. Xaver

Auf die kulturelle Besonderheit des Wesertals mit seinen Städten, Burgen und Kirchen machte erstmals der in Rinteln aufgewachsene Franz von Dingelstedt in seinem 1839 erschienenen Buch Das Weserthal von Münden bis Minden aufmerksam. Erst zu Beginn des 20. Jahrhunderts setzte eine genauere Beschäftigung mit der Baukultur des Weserraums ein, die 1918 in dem Buch Die Weserrenaissance von Max Sonnen mündete. 1964 veröffentlichte Jürgen Soenke mit dem Fotografen Herbert Kreft ein weiteres Buch unter dem Titel Die Weserrenaissance, dem 1970 der Band von Hans Thümmler über Weserbaukunst im Mittelalter folgte. Einleitend verwies Thümmler darauf, wie sehr „der Wasserweg … durch seine Nutzung für den Transport von Baumaterial oft geradezu die Voraussetzung dafür“ bildet, „eine Flusslandschaft zu einer künstlerischen Mitte für ein weites Einzugsgebiet werden zu lassen“, auch wenn die modernen Landesgrenzen heute den Blick auf die kulturelle Einheit der Region verstellt haben. Kurz zuvor hatte 1962 Ernst Wolfgang Mick auf den Weserraum als eigenständigen Kulturraum verwiesen. Die gleichzeitigen Forschungen von Theodor Rensing zur barocken Architektur Westfalens und des Weserraums ließen damals einen weiteren Band zum Weserbarock sinnvoll erscheinen, doch verhinderte dessen früher Tod das Projekt, das einen Überblick über die Baukultur des Weserraums zwischen 800 und 1800 zum Abschluss gebracht hätte. Der Begriff Weserbarock hat sich seither v. a. in der touristischen Literatur etabliert (Corvey, Bad Karlshafen etc.), trotz zahlreicher Einzelstudien zu Objekten fehlt jedoch von kunsthistorischer Seite eine Gesamtdarstellung des Phänomens Weserbarock.

## Geschichtliche Voraussetzungen
Der Weserbarock setzt mit dem Beginn der allgemeinen Wiederaufbauphase nach dem Dreißigjährigen Krieg und dem nachfolgenden Holländischen Krieg ein, während dessen 1673 durch Turenne die Zerstörung der Weserbrücke von Höxter veranlasst wurde. Die wirtschaftliche Grundlage bildeten der Getreideanbau in der Warburger Börde, die Holzwirtschaft in Solling und Reinhardswald (u. a. für die Beschickung der Bremer Werften) und die Milch- und Viehwirtschaft in der Weserniederung, wobei die Produkte auf der Weser bis nach Bremen transportiert wurden. Ein wichtiger Exportartikel wurde der Veckerhäger Ofen, der in der 1666 gegründeten Kurhessischen Eisenhütte Veckerhagen gegossen und auf dem Wasserweg zunächst nach Bremen und weiter zu Kunden in Skandinavien und Amerika transportiert wurde. Auch die Anlage des Landgraf-Carl-Kanals und eines Hafens in Karlshafen sollten wesentlich zur wirtschaftlichen Entwicklung des Weserraums beitragen.
In territorialer Hinsicht war die Region zersplittert. Die wichtigsten Herrschaftszentren wie das Kurfürstentum Hannover, das Herzogtum Braunschweig, die Landgrafschaft Hessen-Kassel und das Hochstift Paderborn lagen außerhalb des Wesergebiets. Die ehemals paderbornische Grafschaft Pyrmont fiel 1668 endgültig an die Grafschaft (seit 1711 Fürstentum) Waldeck. Während die Stadt Bremen 1648 Freie Reichsstadt wurde, fielen das säkularisierte Erzstift Bremen und das Hochstift Verden als „Herzogtümer Bremen und Verden“ mit Sitz in Stade an Schweden und schließlich 1715 an Hannover. Das Herzogtum Oldenburg war seit 1667 mit Dänemark, das Kurfürstentum Hannover seit 1714 mit Großbritannien und die Landgrafschaft Hessen-Kassel seit 1730 mit Schweden jeweils in Personalunion verbunden, was eine zunehmende Verlagerung der politischen Interessen ins Ausland bedeutete. Subsidienverträge banden zudem Hessen-Kassel militärisch an Großbritannien. Nachdem schließlich auch das Hochstift Minden von Brandenburg-Preußen besetzt worden war, blieben nur noch die kleineren Herrschaftsgebiete der Fürstabtei Corvey, der Grafschaft Lippe und des Fürstentums Schaumburg-Lippe als selbständige Herrschaften vertreten. Wegen der Bedeutung des Weserflusses als Verkehrs- und Transportweg bemühten sich die einzelnen Territorien jeweils um einen direkten Zugang.
Auch konfessionell war das Wesergebiet gespalten. Die braunschweigischen Territorien östlich der Weser gehörten dem Luthertum an, desgleichen die ehemaligen Hochstift Bremen und Verden sowie das Hochstift Minden. Die geistlichen Territorien westlich der Weser hingegen blieben katholisch, wobei einzelne Orte wie Höxter protestantisch waren. 1605 hatten Landgraf Moritz von Hessen-Kassel und Graf Simon VI. von Lippe in ihren jeweiligen Herrschaftsgebieten den Calvinismus eingeführt. Um 1700 wurden in der Landgrafschaft Hessen-Kassel französische Glaubensflüchtlinge (Hugenotten) angesiedelt.
Während des 17./18. Jahrhunderts entstanden im Weserraum mehrere Bildungseinrichtungen. So gründete 1614 Fürstbischof Dietrich IV. von Fürstenberg in Paderborn eine Universität, 1619 Graf Ernst zu Holstein-Schaumburg die bis 1820 bestehende Universität Rinteln, sowie 1732 der britische König Georg II. die Universität Göttingen.
Ein wichtiger Bestandteil der Kultur des Weserbarock wurde die 1747 im Auftrag von Herzog Karl I. von Braunschweig-Wolfenbüttel durch Johann Georg von Langen auf Schloss Fürstenberg gegründete Porzellanmanufaktur Fürstenberg, die vor allem in der zweiten Hälfte des 18. Jahrhunderts eine künstlerisch bedeutsame Produktion entwickelte. In gleicher Weise setzte sich von Langen auch für die Förderung der Glasproduktion im benachbarten Boffzen ein.
Der Siebenjährige Krieg, der mit den Schlachten bei Hastenbeck, Minden, Warburg und Lutterberg die Region unmittelbar berührte, führte zu einem wirtschaftlichen Niedergang der Region. Der Reichsdeputationshauptschluss von 1803 und die nachfolgende Gründung des napoleonischen Königreichs Westphalen 1807, dem ein Großteil des Wesergebiets zufiel, brachte schließlich das Ende der bisherigen territorialen Struktur, an deren Stelle die Königreiche Preußen und Hannover, und damit auswärtige Machtzentren, traten.

## Architektonische Entwicklung
Trotz der territorialen wie religiösen Zersplitterung des Weserraums stellt der Weserbarock einen einheitlichen Baustil dar, der durch seine einfachere Gestaltungsweise bestimmt ist. Das hauptsächliche Baumaterial bildete der aufgrund seines hohen Quarzanteils relativ spröde rote und graue Wesersandstein, der keine feineren Architekturdetails zuließ, wegen seiner leichten Spaltbarkeit aber seit dem 17. Jahrhundert auch als Wandbehang und zur Dachdeckung Verwendung fand. Während die Weserrenaissance für ihre Fassadengestaltungen den leichter zu bearbeitenden und sichtbar verwendeten Obernkirchener Sandstein bevorzugt hatte, wurden die Bauten daher jetzt grundsätzlich verputzt und nur die Hauptgliederungen und Eckquaderungen sichtbar belassen. Lediglich die Portale erhielten dabei eine reichere bildhauerische Ausgestaltung. Als weiteres Baumaterial wurde speziell für Dachdeckungen der über die Werra transportierte Schiefer aus dem Thüringer Schiefergebirge verwendet. Bauholz für Fachwerk- und Dachkonstruktionen lieferten in hinreichender Quantität Reinhardswald und Solling.
Wichtig für die Entwicklung des Bauwesens in der Weserregion wurden die namentlich aus Tirol für den Bau der Abtei Corvey angeworbenen Bauhandwerker, die in dem rechtsweserisch gegenüber von Corvey gelegenen Lüchtringen angesiedelt wurden. Wie Gottfried Loges um 1800 berichtete, lebten hier „viele Maurer, Steinhauer und Dachdecker, welche größtenteils von Frühjahr bis in den späten Herbst im Auslande … ihr Gewerbe treiben. Die Tiroler, welche noch im vorigen Jahrhundert ins Land kamen und sich festsetzten, haben die Mauerei in Aufnahme gebracht.“

### Sakralbau
Im Unterschied zur Weserrenaissance kam dem Sakralbau wieder eine größere Bedeutung zu. Im katholischen Kirchenbau steht die von 1667 bis 1671 unter Abt Christoph Bernhard von Galen, zugleich Fürstbischof von Münster, erbaute Abteikirche von Corvey am Anfang der Entwicklung. Als kreuzrippengewölbte Wandpfeilerkirche, und ausgestattet mit Maßwerkfenstern, stellt sie wie die 1692 fertiggestellte Jesuitenkirche von Paderborn von Anton Hülse eine Anknüpfung an die nachgotische evangelische Bückeburger Stadtkirche dar. Eine andere Form der bewussten Orientierung an mittelalterlicher Sakralarchitektur vertritt die Abteikirche Marienmünster, die ab 1661 zu einer romanisierenden Hallenkirche mit gotisierendem Chor umgestaltet wurde. Auch in dem verstärkt einsetzenden Pfarrkirchenbau dominierte die Rezeption gotischer Formenelemente, so in der Pfarrkirche von Rheder von Gottfried Laurenz Pictorius. Mit der Paderborner Franziskanerkirche, errichtet 1668–1671 vom Paderborner Fürstbischof Ferdinand von Fürstenberg durch Antonio Petrini aus Würzburg, hatte sich daneben erstmals ein italienischer Einfluss gezeigt. Die 1679 bis 1681 über der Krypta der mittelalterlichen Burgkirche in Warburg errichtete Erasmuskapelle und die 1698 vollendete Paderborner Michaelskirche des Ambrosius von Oelde hingegen repräsentieren den flandrisch-niederländischen Einfluss. Der 1695 in der Region geborene Johann Conrad Schlaun hinterließ mit seinem Erstlingswerk, der Kapuzinerkirche in Brakel von 1715, einen betont einfachen Baukörper mit formenreduzierter Fassade, bei dem Anregungen durch die 1692 fertiggestellte Jesuitenkirche von Paderborn nicht zu übersehen sind. Bis 1722 erfuhr die romanische Klosterkirche Willebadessen durch Abbruch der Seitenschiffe und Seitenchöre einen Umbau zu einem barocken Zentralbau mit vollständig geänderter Außenwirkung, indem den beiden Querhausarmen Turmhauben aufgesetzt wurden. Lediglich Franz Christoph Nagel griff mit seiner Fassade der Paderborner Gaukirche borromineske Gestaltungselemente auf, rückübersetzt in das einfache Idiom der Region. Die ab 1751 nach Plänen des kurkölnischen Baumeisters Johann Heinrich Roth erbaute Kirche Maria Immaculata des Jesuitenkollegs Büren, die sich stilistisch dem süddeutschen Spätbarock anschließt, stellt demgegenüber eher einen Fremdkörper in der Region dar. Am Ende der Epoche entstand ferner 1766–70 die Nikolaikirche in Höxter mit ihrer leicht geschwungenen Turmfassade. Gewissermaßen ein nachträglicher Kirchenbau des Weserbarocks entstand mit der Pfarrkirche von St. Peter und Paul in Amelunxen, die der letzte Corveyer Fürstbischof Ferdinand von Lüninck 1818 als Ersatz für das mit der evangelischen Georgskirche des Ortes bestehenden Simultaneums stiftete. Die späte Bauzeit des ostseitig polygonal geschlossenen Saalbau mit eingezogenem Westturm manifestiert sich lediglich in den gotisierenden Spitzbogenfenstern und dem bekrönenden Spitzhelm. Ausstatten ließ Fürstbischof Ferdinand die 1822 geweihte Kirche mit Hochaltar, Kanzel und Kommunionbank der 1804 säkularisierten Minoritenkirche in Höxter und der Chororgel der Corveyer Abteikirche, so dass hier insgesamt ein barocker Innenraum entstand.
Im protestantischen Kirchenbau des Wesergebiets dominierte der Bautypus der chorlosen Predigtkirche mit Empore. Die nach außen schlichten, meist turmlosen, dafür mit einem Dachreiter ausgestatteten Bauten entsprechen in ihrer Gestaltung mit einfachen Sandsteingewänden dem allgemeinen stilistischen Erscheinungsbild. Der Typus begegnet bereits bei den Kirchenbauten der späten Weserrenaissance, so in der 1569 erbauten und 1664 erweiterten Markuskirche in Lauenförde sowie in der 1575 auf den Resten der alten Kirche errichteten Markuskirche von Derental. Hinzu kommt die Johanneskirche in Meinbrexen, erbaut 1585 bis 1589 durch Statius von Münchhausen und 1736 nach Blitzschlag erneuert.
Einen entscheidenden Einfluss auf die Entwicklung übte die 1697–1699 durch den braunschweigischen Landbaumeister Hermann Korb erbaute Immanuelkirche von Hehlen aus, deren doppelgeschossig mit umlaufenden Emporen ausgestatteter Innenraum durch ein in den Dachstuhl integriertes hölzernes Muldengewölbe abgeschlossen wird. Die ab 1732 entstandene Martinskirche von Eschershausen Emporenhalle mit flachgedeckten Abseiten und einem hölzernen Tonnengewölbe im Mittelschiff, in den Jahren 1730 bis 1737 wurde die Erlöserkirche von Boffzen als einfache Saalkirche mit hölzernem Tonnengewölbe. Wichtigstes Ausstattungsstück dieser Kirchen ist der Kanzelaltar, dessen portalartiger Aufbau ein programmatisches Gegenstück zu den barocken Altarretabeln der katholischen Kirchen darstellt. Unter die späten Kirchenbauten fallen die 1768 einem romanischen Turmbau angefügte Urbanskirche von Brevörde und die 1780 als Schlosskapelle des Jagdschlosses Neuhaus erbaute Christuskirche. Noch 1793/94 entstand die Dionyskirche in Stadtoldendorf als flachgedeckte Hallenkirche mit hölzernen Stützen. 1782 wurde die evangelische Pfarrkirche in Lauenförde um ihren Kirchturm als einem städtebaulichen Pendant zur katholischen Pfarrkirche von Beverungen auf dem gegenüberliegenden Weserufer ergänzt.
Im hessischen Herrschaftsbereich des Wesergebiets sind vor allem die in sehr einfachen Formen gehaltenen Kirchenbauten der Waldenser in Gottstreu und Gewissenruh zu nennen. Einzelne Kirchenbauten wurden zum Teil auch in Fachwerk errichtet wie die (bereits klassizistisch geprägte) Christuskirche von Gieselwerder.
Mit der Wiedererrichtung der klösterlichen Gemeinschaften im Zuge der Gegenreformation entstanden mehrere Klosteranlagen neu. So wurden ab 1699 unter den Äbten Florenz von dem Velde und Maximilian von Horrich die barocken Abteigebäude von Corvey, eine um zwei Höfe gruppierte und von zwei Türmen flankierte Anlage geschaffen, bei der lediglich die Portale eine künstlerisch aufwendigere Gestaltung erfuhren. Gleiches gilt für die zeitgleich errichteten Gesamtanlagen der Klöster Brenkhausen und Dalheim. Die Jesuiten erhielten ab 1717 mit dem schlossartigen Kolleg Büren eine eigene Niederlassung in der Region. Als die Minoriten von Höxter 1651 ihren Konvent verlassen mussten, betraute sie der Paderborner Fürstbischof Dietrich Adolf von der Recke 1657 mit der Pfarrei Herstelle, an der sie in der Folgezeit eine Klosterniederlassung gründeten und 1734 eine eigene Klosterkirche erbauten.

### Profanbau
Nach der intensiven Neubautätigkeit an den fürstlichen Residenzen des 16. Jahrhunderts bestand nun für diese Bauaufgabe ein geringerer Baubedarf. Im Auftrag des Fürsten Friedrich Anton Ulrich von Waldeck-Pyrmont wurde in den Jahren 1706–1710 innerhalb der bestehenden Festung das Schloss Pyrmont erbaut, ab 1721 erweitert durch den Architekten Julius Ludwig Rothweil, der zuvor auch das waldeckische Residenzschloss in Arolsen errichtet hatte. An der lippischen Residenz Schloss Bückeburg wurden nach einem Brand 1732 Süd- und Ostflügel unter Einbeziehung des mittelalterlichen Turms in einfachen Formen erneuert, Ende des 19. Jahrhunderts symmetrisch erweitert um den Festsaaltrakt. Aufwendiger, d. h. mit applizierten Säulen im Obergeschoss, wurde das zu Bückeburg gehörende Jagdschloss Baum von 1760/61 gestaltet. 1689 ließ Landgraf Karl von Hessen am Weserufer das Jagdschloss Veckerhagen errichten.
Die im 17. und 18. Jahrhundert in fürstlichen Residenzen obligatorischen Orangeriebauten fanden an verschiedenen Schlössern der Region eine Verwirklichung. In Kassel entstand mit der Anlage der Karlsaue 1703 bis 1711 der Bau der Orangerie. In Corvey wurde 1741 unter Fürstabt Caspar von Böselager durch Franz Christoph Nagel eine (später als Teehaus bezeichnete) Orangerie errichtet, Schloss Welda erhielt ab 1756 seine Orangerie.
Infolge der vorwiegend landwirtschaftlich geprägten Kultur spielte – wie zuvor in der Weserrenaissance – die Bauaufgabe der Herrenhäuser von Adelsgütern eine Rolle, die nun als einfache, meist mit Dreiecks- oder Segmentgiebeln bekrönte Baukubaturen gestaltet wurden. Ab 1696 ließ der Paderborner Fürstbischof Hermann Werner von Wolff-Metternich zur Gracht das Schloss Wehrden durch Ambrosius von Oelde errichten, von Gottfried Laurenz Pictorius stammt das Schloss Rheder, von Justus Wehmer die Schlösser in Vinsebeck und Welda, ab 1760 schließlich entstand an der Diemel das Schloss Stammen. Diese Bauten kennzeichnet eine einheitliche Gestaltung mit Giebelaufsätzen, die an die frühen Schlossbauten der Weserrenaissance unter Jörg Unkair anderthalb Jahrhunderte früher erinnern. Zu den Herrenhäusern gehörten in der Regel umfangreiche und regelmäßig angelegte landwirtschaftliche Nutzbauten. 1736 entstanden die hufeisenförmig angelegten Marstallgebäude von Schloss Neuhaus, ab 1760 das hannoversche Gestüt Neuhaus im Solling.

### Städtebau
Im Unterschied zur Weserrenaissance bildeten nach den Erfahrungen des Dreißigjährigen Kriegs Städte- und Festungsbau ein Thema. 1699 wurde durch Landgraf Karl von Hessen-Kassel Karlshafen als eine städtebauliche Gesamtanlage gegründet, deren einfache einheitliche Fassadengestaltung in der ein Jahrzehnt zuvor begonnenen Kasseler Oberneustadt ihr Vorbild hat. Weitere Hugenotten-Siedlungen entstanden in Kelze, Schöneberg und Gewissenruh. Unter Landgraf Friedrich II. wurden um 1775 die Siedlungen Friedrichsdorf, Friedrichsfeld und Friedrichsthal planmäßig angelegt. In der fürstlich-lippischen Residenzstadt Detmold war in Zusammenhang mit dem Bau des 1709–1718 errichteten (später umgebauten) Neuen Palais entlang des Friedrichstaler Kanals die Neustadt als eine planeinheitliche Anlage entstanden. Die strategisch günstig gelegene Stadt Minden, seit 1648 im Besitz Brandenburg-Preußens, erfuhr einen Ausbau zur Festung, die Festung Hameln wurde 1664–1684 durch Herzog Georg Wilhelm von Braunschweig-Lüneburg, die Festung Rinteln 1665–1678 von Landgraf Wilhelm VI. von Hessen-Kassel angelegt. Die Stadt Oldenburg wurde 1667 bis 1765 zur dänischen, Stade seit 1659 zur schwedischen Königsfestung ausgebaut. Nicht über Anfänge hinaus gedieh um 1670 der schwedische Versuch der Gründung von Carlsburg als Festungsstadt an der Mündung der Geeste in die Weser. Das erhaltene Zeughaus am Pferdemarkt in Stade wurde 1697 bis 1699 errichtet. Noch 1761 bis 1767 entstand die Festung Wilhelmstein im Steinhuder Meer.
Die Zerstörung von Städten im Dreißigjährigen Krieg (Höxter 1631, Allendorf an der Werra 1637, Holzminden 1640) führte zu einem Wiederaufbau in Fachwerkbauweise mit meist traufständiger Zeilenbebauung. Auch hier wurde auf die für den Fachwerkbau der voraufgehenden Weserrenaissance charakteristische ornamentale Ausgestaltung zugunsten einer vorwiegend struktiven Bauweise verzichtet. Lediglich in den nun zahlreich entstehenden Bauernhäusern der Region hielt sich der Inschriftenbrauch sowie die Ausschmückung der Einfahrtstore durch Schnitzwerk. Als ein neuartiger Bautypus entstand hier das Querdielenhaus, das gegenüber dem älteren giebelständigen Hallenhaus den Vorteil der traufseitigen Erschließung und damit der strikteren Trennung von Wohn- und Wirtschaftsteil besaß.

### Kirchenausstattungen
Die intensive Kirchenbautätigkeit des Weserbarocks bot zahlreichen Künstlern der Region eine Beschäftigung. Zu den führenden Schnitzkünstlern zählt Johann Sasse aus Attendorn, der mit seiner Werkstatt einzelne sakrale Ausstattungsstücke wie Altäre, Figuren, Orgelprospekte, aber auch vollständige Kirchenausstattungen schuf, so die der Abteikirche Corvey, wo er nach dem Entwurf des paderbornischen Hofmalers Johann Georg Rudolphi aus Brakel arbeitete. Die Gemälde des Hochaltars stammen u. a. vom Hofmaler der Herzöge von Braunschweig-Wolfenbüttel Tobias Querfurt. Von Johann Martin Pictorius stammen Gemälde u. a. in der Brakeler Kapuzinerkirche und der Pfarrkirche von Rheder.
Als die beiden bedeutendsten Bildhauer des Weserbarock sind Heinrich Papen und Christoph Papen aus Giershagen zu nennen, die zahlreiche Bildwerke und kirchliche Ausstattungen, so die barocke Neuausstattung der romanischen Stiftskirche von Stift Heerse, in der Region schufen.
Die kirchenmusikalische Kultur des Weserbarock fand in den zahlreichen Orgelbauten der Epoche ihren Ausdruck. Am Anfang der Reihe steht die 1681 von Andreas Schneider aus Höxter gebaute und 1718 von Johann Matthias Naumann aus Hildesheim erweiterte Orgel der Abteikirche Corvey (die zugehörige Chororgel befindet sich heute in Amelunxen). Von Schneider stammen auch die 1677 erbaute Orgel der Abteikirche von Gehrden und die Orgel von 1683 in Wormeln. Parallel zu Schneider war der Bielefelder Orgelbauer Peter Henrich Varenholt in der Region tätig, dem die um 1700 erbaute große Orgel von Stift Heerse aus stilistischen Gründen zugeschrieben wird. Der nachfolgenden Generation gehören die aus einer Herforder Orgelbauerfamilie stammenden Brüder Christian Klausing und Johann Berenhard Klausing mit ihren Orgeln in der Kilianikirche in Höxter und (1945 verloren) in der ehem. Dominikanerkirche in Warburg an. In der Kirche von Stift Heerse erbaute Andreas Reinecke 1713 ein wichtiges Orgelwerk. Der bedeutendste unter den westfälischen Orgelbauern des Barock, der aus Soest stammende Johann Patroclus Möller, hinterließ mit der Orgel der Abteikirche Marienmünster ein klangvolles Werk. In den protestantischen Kirchen östlich der Weser errichteten Johann Heinrich Gloger in der Sixtikirche in Northeim und sein Sohn Johann Wilhelm Gloger in Sack bei Alfeld große Orgelwerke. In Gottsbüren bestand ein Orgelbauzentrum, dessen wichtigster Vertreter Johann Stephan Heeren 1774 u. a. die Orgel in der Elisabethkirche in Kassel erbaute. Von Hannover aus war auch der Orgelbauer Christian Vater im Bereich der Mittelweser tätig.

### Ausklang
Nach dem Siebenjährigen Krieg kam die Baukonjunktur des Weserbarock zu ihrem Ende, doch konnten die Bauten des nachfolgenden Klassizismus, der sich vor allem in den Schlossbauten von Simon Louis du Ry manifestierte, stilistisch bruchlos an dessen einfache Gestaltungsweise anknüpfen. Von diesem von Kassel aus agierenden Architekten stammen im Wesergebiet Schloss Fürstenberg, errichtet 1774 bis 1783 für Friedrich Wilhelm von Westphalen, Bischof von Hildesheim und Paderborn, das 1775–1784 erbaute Schloss Hüffe sowie das Schlösschen Schönburg bei Hofgeismar, errichtet 1787 bis 1790. Letztlich folgt auch das ab 1827 von Johann Conrad Bromeis erbaute Schloss Beberbeck mit der zugehörigen Gestütsanlage trotz aller klassizistischer Einzelelemente noch den einfachen Gestaltungsprinzipien des Weserbarock. Auch die 1828 bis 1830 von Ludwig Hellner errichtete ev. Pfarrkirche von Stolzenau lässt bei allem klassizistischen Detail den barocken Bautypus der Emporenhalle mit Kanzelaltar wie zuvor in Hehlen erkennen.

## Gesamtbild
Der Weserbarock stellt eine insgesamt einheitliche Stilrichtung innerhalb des Barock-Klassizismus Nordwesteuropas dar. Seine Bauten werden bestimmt durch eine möglichst einfache Baukubatur mit nur wenigen ausgearbeiteten architektonischen Details. Die Masse der Bauten von Bürgerhäusern, Herrenhäusern und Landkirchen wurde von anonymen Baumeistern und Bauhandwerkern errichtet. Anspruchsvollere Bauten entstanden meist nach der Planung von Architekten aus den benachbarten fürstlichen Residenzen, deren Territorien an die Weser angrenzten.
Der aus der Umgebung von Warburg stammende wichtigste Vertreter des westfälischen Barocks, Johann Conrad Schlaun, ist nur mit wenigen Frühwerken im Weserraum repräsentiert, der aus Herford gebürtige Baumeister des Dresdner Barock, Matthäus Daniel Pöppelmann, hinterließ keine architektonischen Spuren in der Region.

## Rezeption
Im ausgehenden 19. Jahrhundert weckte der aus Eschershausen stammende Wilhelm Raabe in seinen in dieser Zeit angesiedelten sogenannten Weserromanen Höxter und Corvey (1879), Das Odfeld (1888) und Hastenbeck (1899) ein Interesse an der Kultur des Weserbarock. Aufgrund seiner Vorliebe für klare Baukubaturen und eine reduzierte Formensprache erfuhr der Weserbarock gegen Ende des Historismus um 1900 dann auch architektonisch eine Rezeption in der sogenannten Heimatschutzarchitektur. Der aus dem westfälischen Lippstadt gebürtige Friedrich Ostendorf bezog sich in seinen Schriften (Sechs Bücher vom Bauen (1914–20); Haus und Garten (1914)) wiederholt auf beispielhafte Schlossbauten des Weserraums. Einen wesentlichen Einfluss erhielten die Baugewerkschulen der Region. Der 1831 durch Friedrich Ludwig Haarmann in Holzminden gegründeten Baugewerkschule (ab 1896 Staatliche Bauschule) waren ähnliche Gründungen in Nienburg/Weser (1853), und 1864 durch Karl Möllinger in Höxter gefolgt, die sich ab 1900 zunehmend der Pflege der regionalen Bauweise namentlich in der bürgerlichen Wohnhaus- und Villenarchitektur widmeten. In gleicher Weise bezog sich der Architekt der Eisenbahndirektion Kassel und spätere hessische Denkmalpfleger Alois Holtmeyer in seinen Bahnhofsbauten u. a. an der Main-Weser-Bahn auf gestalterische Vorbilder des Weserbarock. So erhielt sein 1909–1910 errichtetes Erholungsheim für Eisenbahnbeamte in Bad Karlshafen „seiner Bestimmung und Lage entsprechend ... ein landhausmäßiges Gepräge“.
Eine besondere Manifestation fand die Rezeption des Weserbarock in den Kurorten des Wesergebiets, so in Bad Karlshafen (Kurort ab 1838), Bad Pyrmont (Kurhotel), Bad Nenndorf (ehemaliges Schwefelbadehaus am Kurpark, vollendet 1906), Bad Eilsen (Fürstenhof 1918) und Bad Driburg (Kurklinik „Bad Hermannsborn“, 1924/25). Unter den kirchlichen Bauten ist die 1915–25 errichtete Missionsschule St. Xaver in Bad Driburg zu nennen.